# Recloses
Recloses est une commune française située dans le département de Seine-et-Marne, en région Île-de-France.
En 2022, elle compte 624 habitants.

## Géographie

### Localisation

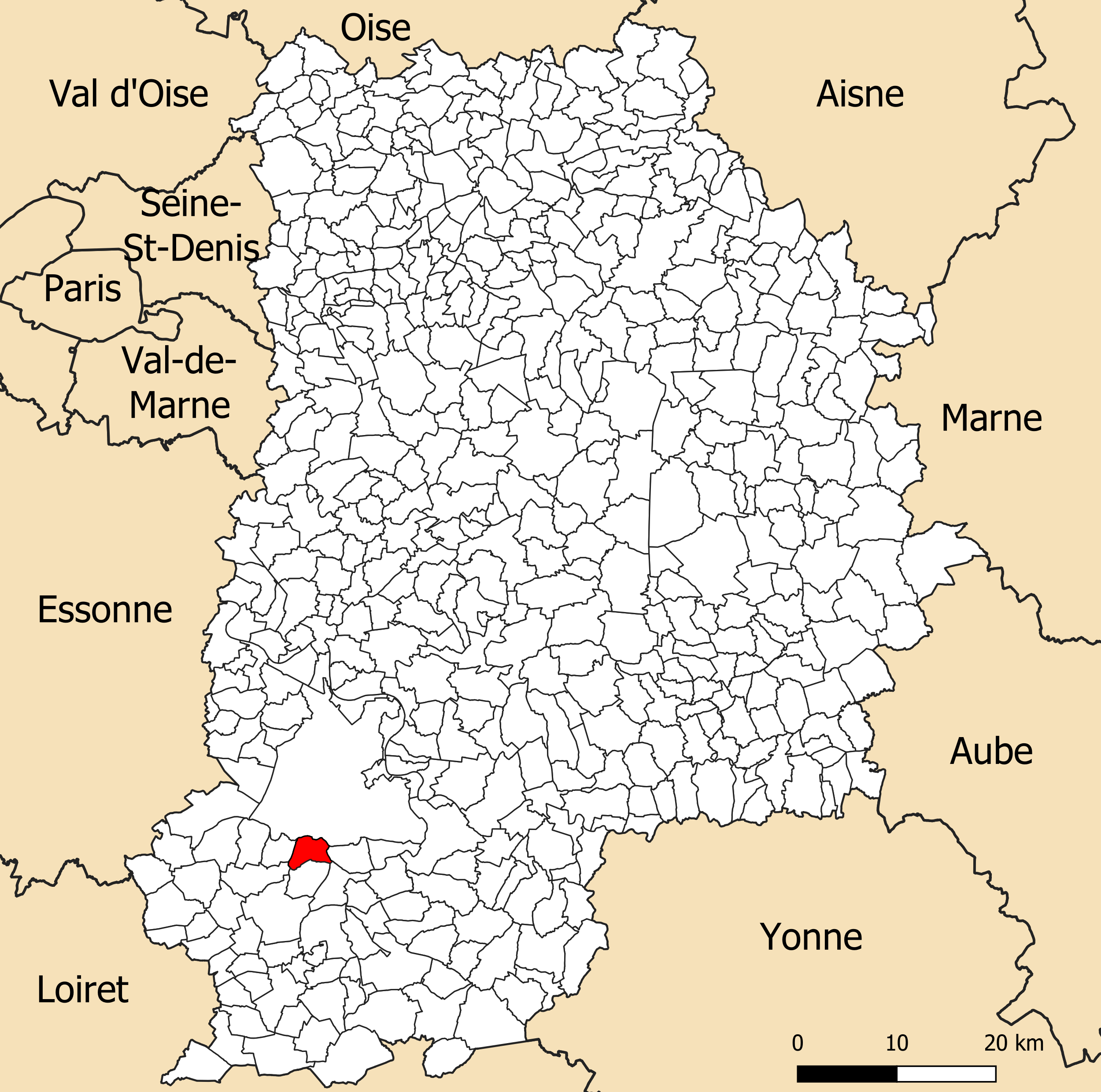
Localisation de la commune dans le département de Seine-et-Marne.

La commune de Recloses se trouve dans le département de Seine-et-Marne, en région Île-de-France.
Elle se situe à 24,77 km par la route de Melun, préfecture du département et à 9,87 km de Fontainebleau, sous-préfecture. La commune fait en outre partie du bassin de vie de La Chapelle-la-Reine.

### Communes limitrophes

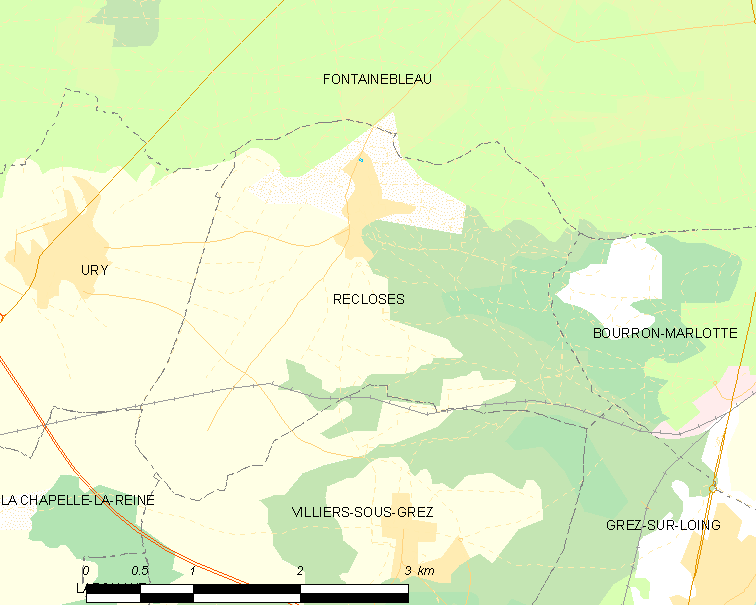
Carte des communes limitrophes de Recloses.

Les communes les plus proches sont : 
Ury (2,9 km), Villiers-sous-Grez (3,2 km), Bourron-Marlotte (4,9 km), Grez-sur-Loing (5,0 km), Achères-la-Forêt (5,7 km), La Chapelle-la-Reine (6,1 km), Montcourt-Fromonville (6,6 km), Montigny-sur-Loing (7,6 km).
|                      | La Forêt domaniale de Fontainebleau |                  |
| Ury                  | Recloses                            | Bourron-Marlotte |
| La Chapelle-la-Reine | Villiers-sous-Grez                  | Grez-sur-Loing   |

### Hydrographie
La commune n’est traversée par aucun cours d'eau.

### Géologie et relief

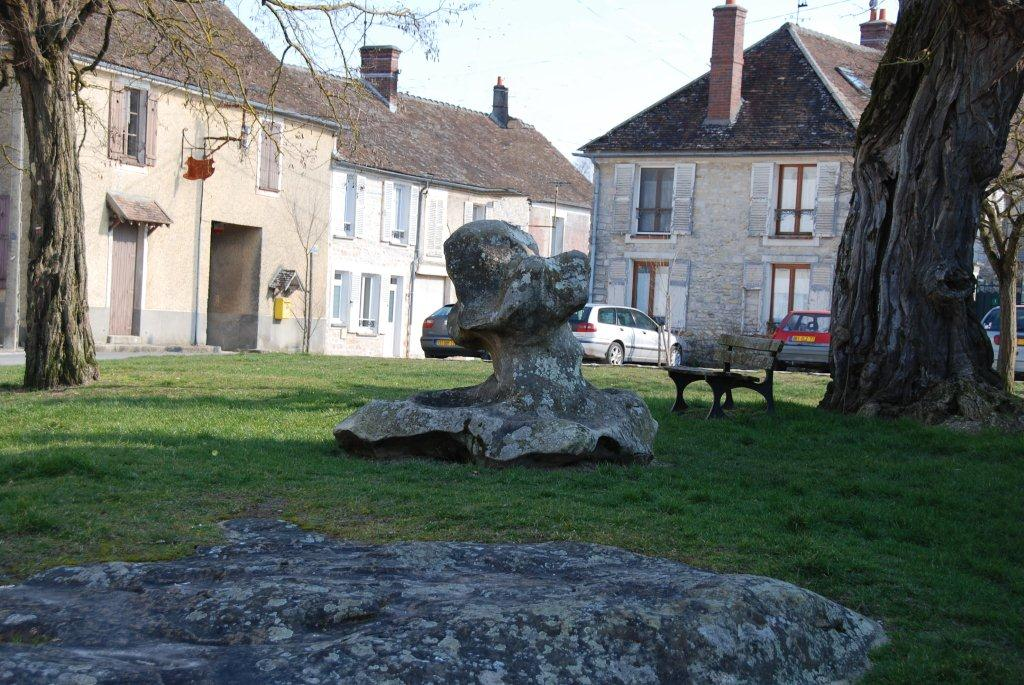
Roche extraite des carrières de sable.

Le territoire de la commune se situe dans le sud du Bassin parisien, plus précisément au nord de la région naturelle du Gâtinais. À ce titre elle partage les mêmes caractéristiques géographiques et géologiques que les communes environnantes. À savoir, un plateau de sable et de grès recouvert de limons fertiles et des zones qui n'ont pas été recouvertes où le sable et les grès affleurent, c'est sur cette partie que s'est installée la forêt.
Géologiquement intégré au bassin parisien, qui est une région géologique sédimentaire, l'ensemble des terrains affleurants de la commune sont issus de l'ère géologique Cénozoïque (des périodes géologiques s'étageant du Paléogène au Quaternaire),.
Les couches successives constituant le sol et le sous-sol sont d'abord une épaisse couche de calcaire, puis des marnes  très argileuses vertes et blanches déposées pendant l'Oligocène à la fin du Tertiaire. Sur ces marnes imperméables se déposera encore une couche de calcaire.
L'épisode sédimentaire du Stampien (vers -35 millions d'années avant notre ère) laissera une épaisse couche de sable dont une partie, sous l'action des montées et descentes de l'eau des nappes phréatiques, se transformera en grès par recristallisation. Le vent en déplaçant le sable, crée des dunes et des vallées et met au jour une partie des dalles de grès, qui, en porte-à-faux, se brisent en donnant des chaos de grès que l'on peut rencontrer en se promenant à Recloses et dans les communes avoisinantes ainsi, bien sûr, que dans la forêt de Fontainebleau. Ces chaos ont créé des grottes ou abris qui ont occasionnellement servi d'habitat depuis le Néolithique jusqu'au XVIIe siècle.
À l'endroit des champs actuels se sont déposés une couche de calcaire puis des limons qui sont actuellement cultivés.

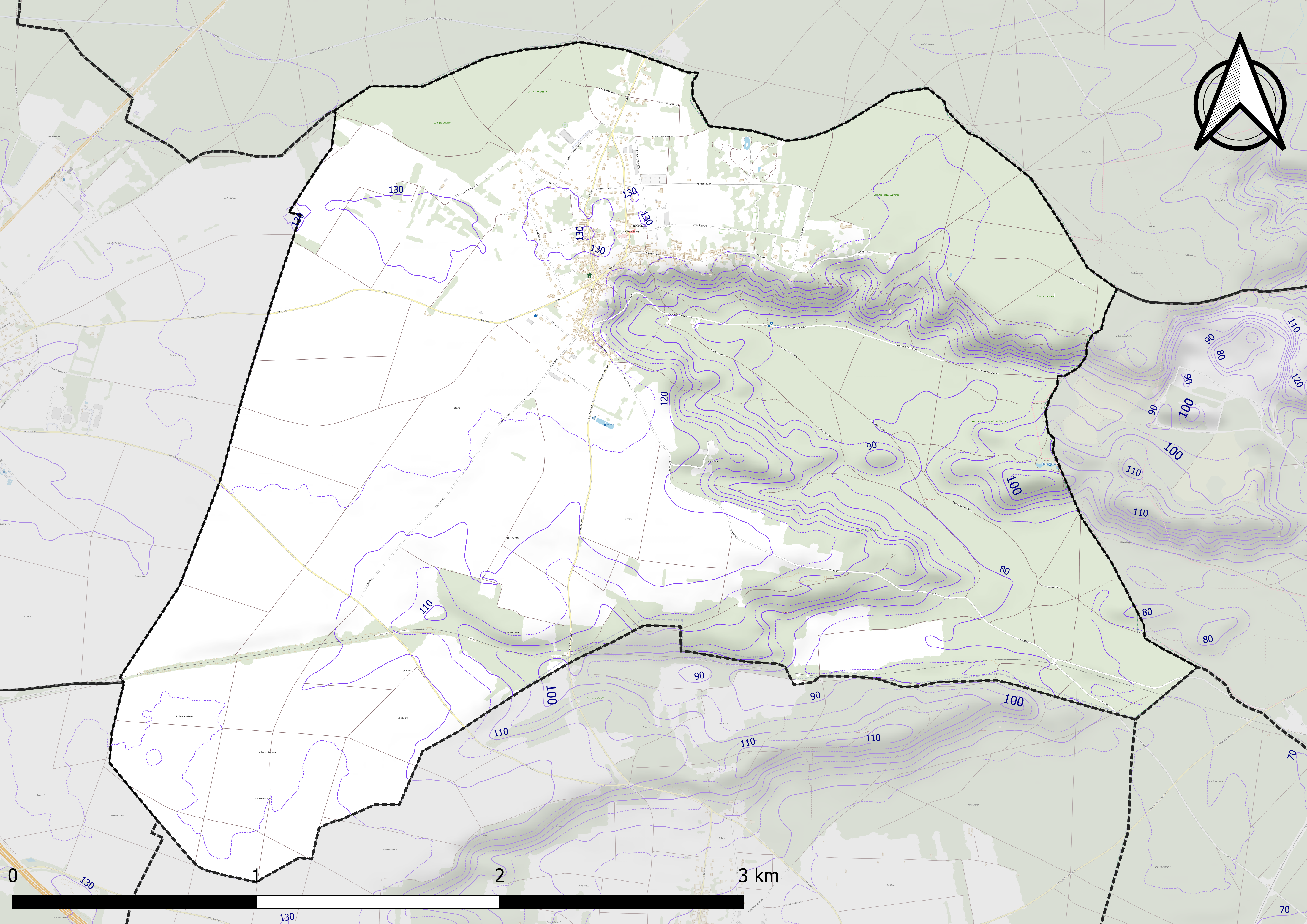
Carte du relief de Recloses.
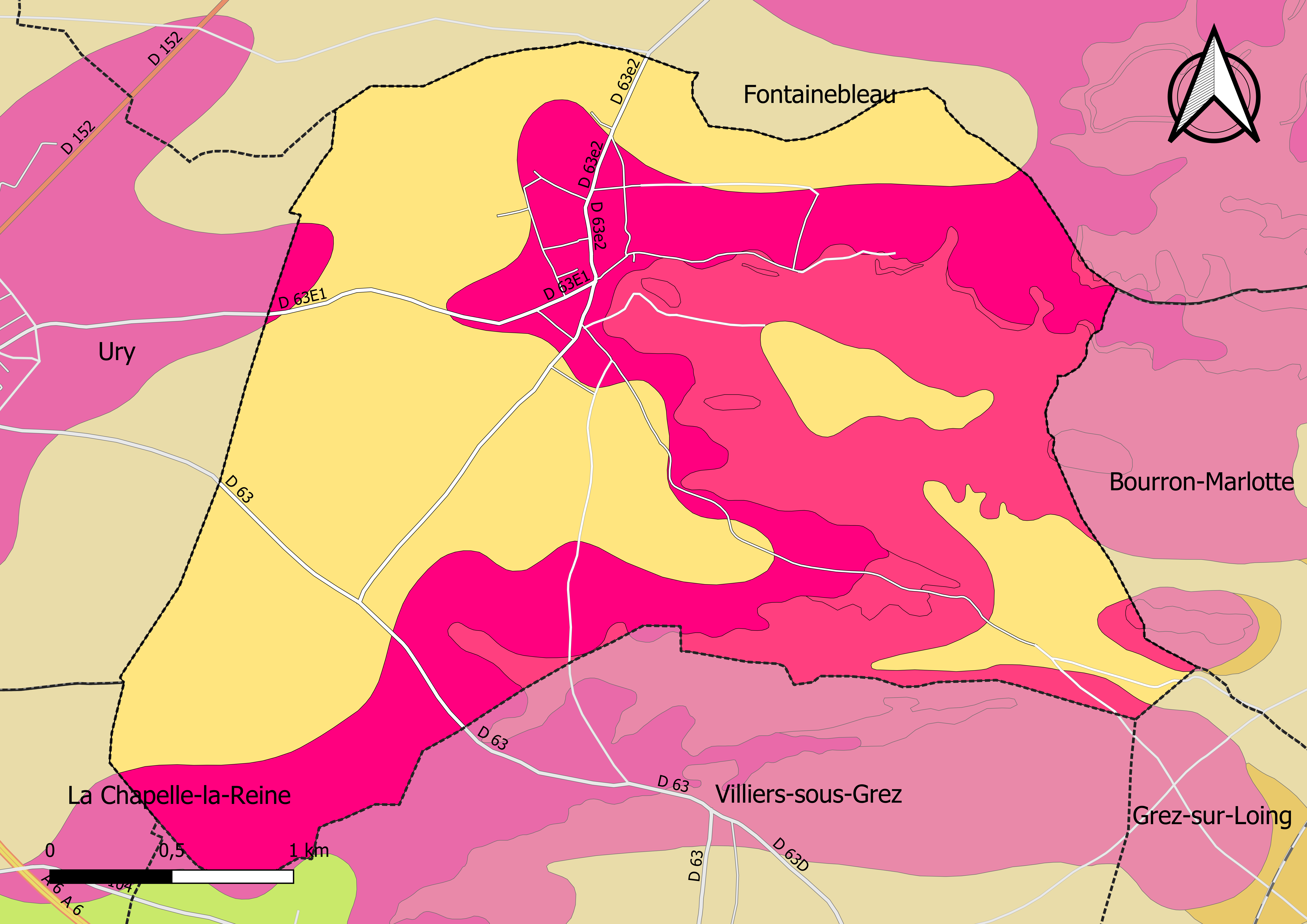
Carte géologique vectorisée et harmonisée de Recloses.

|  | LP : | Limon des plateaux de composition argilo-marneuse. |

|  | m1MG : | Molasse du Gâtinais, Marnes vertes de Neuville-sur-Essonne (Loiret). |

|  | g1CE : | Calcaire d'Étampes, meulières, marnes, calcaires du Gâtinais.                                        |
|  | g1GF : | Grès de Fontainebleau en place ou remaniés (grésification quaternaire de sables stampiens dunaires). |
|  | g1SF : | Sables de Fontainebleau, accessoirement grès en place ou peu remanié (versant).                      |

La commune de Recloses peut être divisée en trois parties, une zone de champs de grandes et moyennes dimensions, avec très peu de bosquets. Le village lui-même entouré sur trois côtés par la forêt qui touche la forêt domaniale de Fontainebleau. Cette partie de forêt est la troisième zone de la commune. Les champs rejoignent ceux de La Chapelle-la-Reine et de Ury, à une altitude moyenne de 125 mètres.

### Climat
Pour des articles plus généraux, voir Climat de l'Île-de-France et Climat de Seine-et-Marne.
En 2010, le climat de la commune est de type climat océanique dégradé des plaines du Centre et du Nord, selon une étude du CNRS s'appuyant sur une série de données couvrant la période 1971-2000. En 2020, Météo-France publie une typologie des climats de la France métropolitaine dans laquelle la commune est exposée à un climat océanique altéré et est dans une zone de transition entre les régions climatiques « Sud-ouest du bassin Parisien » et « Nord-est du bassin Parisien ».
Pour la période 1971-2000, la température annuelle moyenne est de 10,8 °C, avec une amplitude thermique annuelle de 15,5 °C. Le cumul annuel moyen de précipitations est de 700 mm, avec 12 jours de précipitations en janvier et 7,8 jours en juillet. Pour la période 1991-2020, la température moyenne annuelle observée sur la station météorologique la plus proche, située sur la commune de Fontainebleau à 8 km à vol d'oiseau, est de 11,1 °C et le cumul annuel moyen de précipitations est de 740,1 mm,. Pour l'avenir, les paramètres climatiques de la commune estimés pour 2050 selon différents scénarios d'émission de gaz à effet de serre sont consultables sur un site dédié publié par Météo-France en novembre 2022.

### Milieux naturels et biodiversité

#### Espaces protégés
La protection réglementaire est le mode d’intervention le plus fort pour préserver des espaces naturels remarquables et leur biodiversité associée,.
Dans ce cadre, la commune fait partie d'un espace protégé, le Parc naturel régional du Gâtinais français, créé en 1999 et d'une superficie de 75 567 ha. D’une grande richesse en termes d’habitats naturels, de flore et de faune, il est un maillon essentiel de l’Arc sud-francilien des continuités écologiques (notamment pour les espaces naturels ouverts et la circulation de la grande faune),.
La réserve de biosphère « Fontainebleau et Gâtinais », créée en 1998 et d'une superficie totale de 150 544 ha, est un autre espace protégé présent sur la commune. Cette réserve de biosphère, d'une grande biodiversité, comprend trois grands ensembles : une grande moitié ouest à dominante agricole, l’emblématique forêt de Fontainebleau au centre, et le Val de Seine à l’est. La structure de coordination est l'Association de la Réserve de biosphère de Fontainebleau et du Gâtinais, qui comprend un conseil scientifique et un Conseil Éducation, unique parmi les Réserves de biosphère françaises,,.

#### Réseau Natura 2000

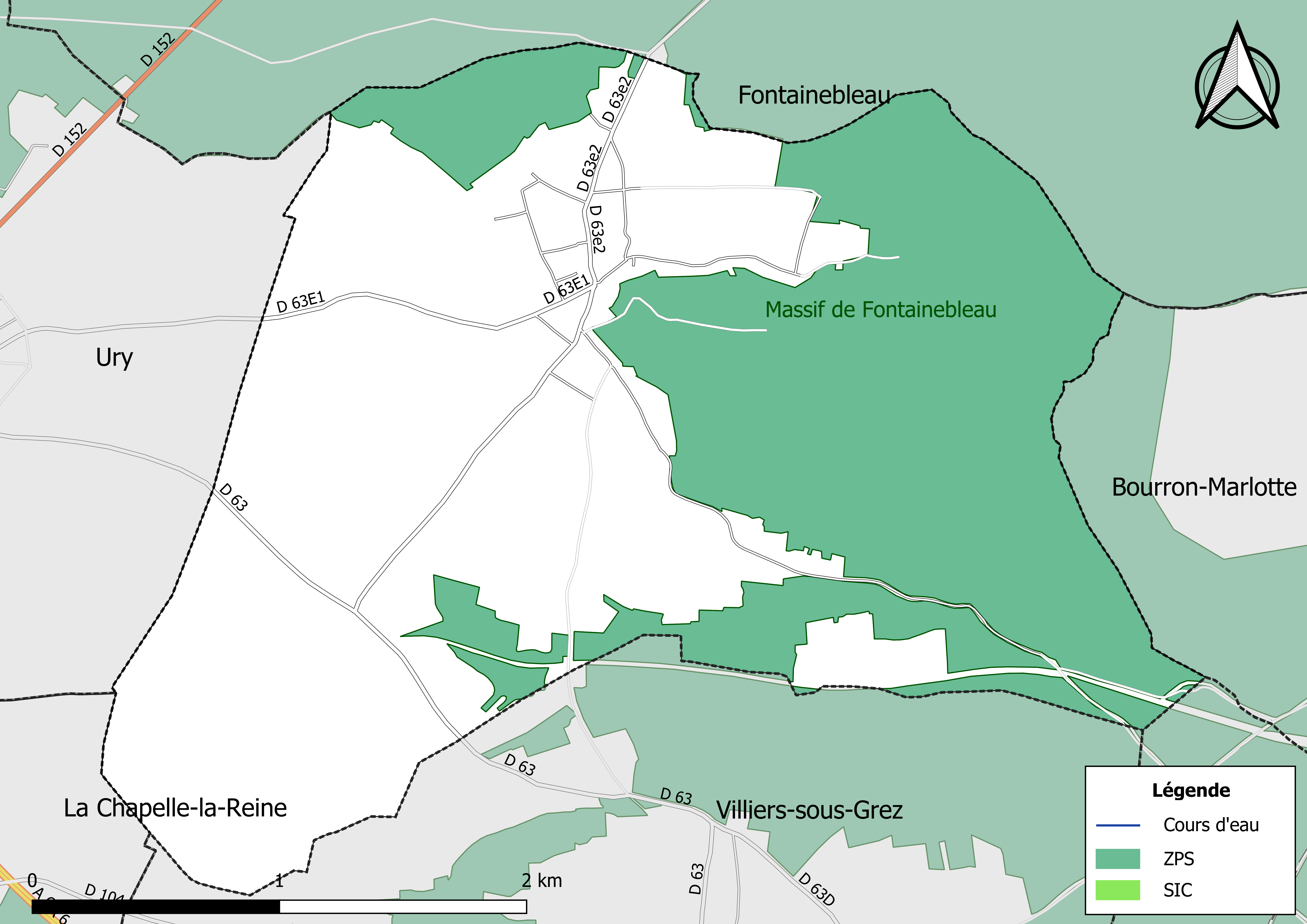
Sites Natura 2000 sur le territoire communal.

Le réseau Natura 2000 est un réseau écologique européen de sites naturels d’intérêt écologique élaboré à partir des Directives « Habitats » et « Oiseaux ». Ce réseau est constitué de Zones spéciales de conservation (ZSC) et de Zones de protection spéciale (ZPS). Dans les zones de ce réseau, les États Membres s'engagent à maintenir dans un état de conservation favorable les types d'habitats et d'espèces concernés, par le biais de mesures réglementaires, administratives ou contractuelles.
Un site Natura 2000 a été défini sur la commune, tant au titre de la « directive Habitats » que de la « directive Oiseaux » : le « Massif de Fontainebleau ». Cet espace constitue le plus ancien exemple français de protection de la nature. Les alignements de buttes gréseuses alternent avec les vallées sèches. Les conditions de sols, d'humidité et d'expositions sont très variées. La forêt de Fontainebleau est réputée pour sa remarquable biodiversité animale et végétale. Ainsi, elle abrite la faune d'arthropodes la plus riche d'Europe (3 300 espèces de coléoptères, 1 200 de lépidoptères) ainsi qu'une soixantaine d'espèces végétales protégées.

#### Zones naturelles d'intérêt écologique, faunistique et floristique

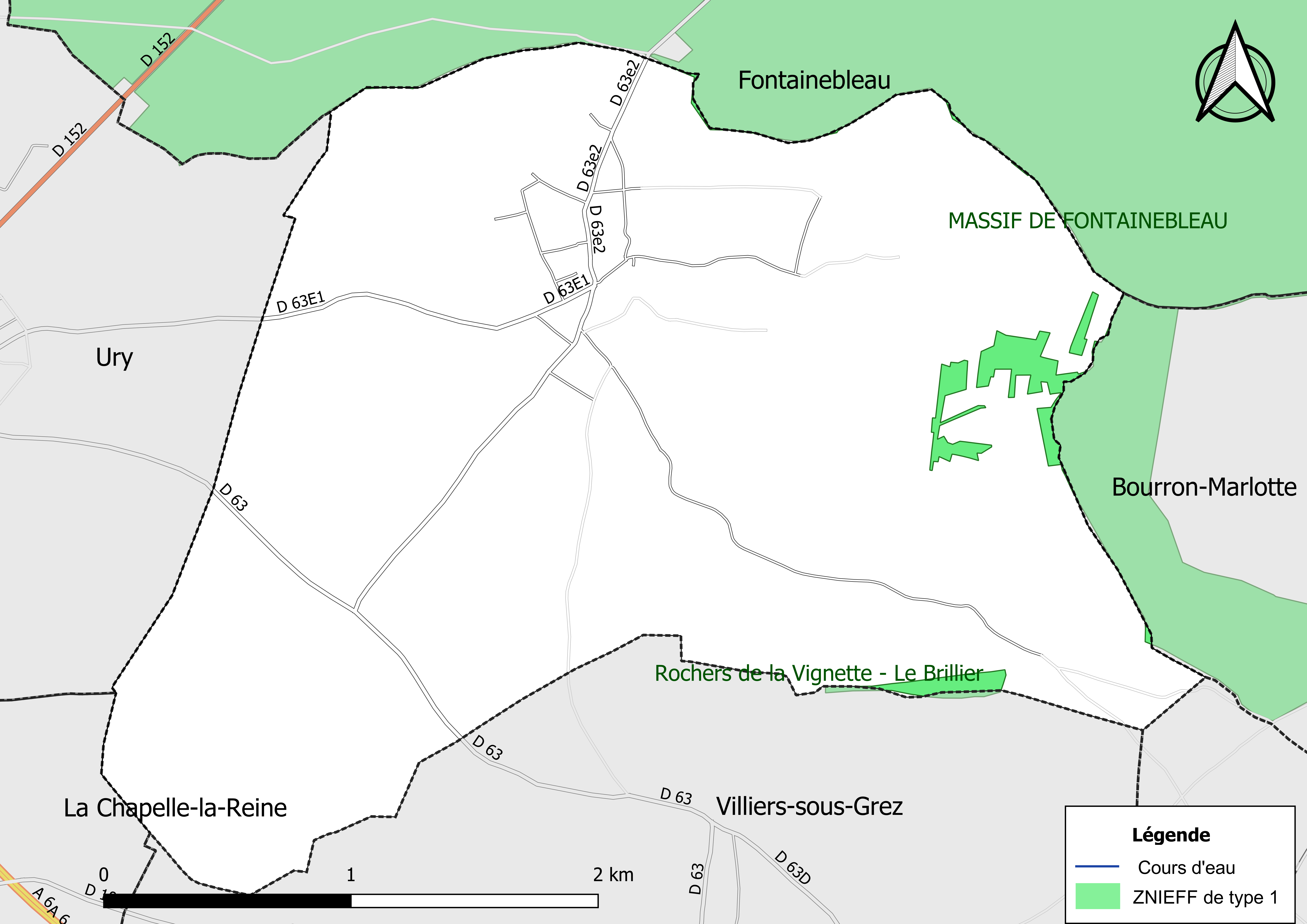
Carte des ZNIEFF de type 1 localisées sur la commune.

L’inventaire des zones naturelles d'intérêt écologique, faunistique et floristique (ZNIEFF) a pour objectif de réaliser une couverture des zones les plus intéressantes sur le plan écologique, essentiellement dans la perspective d’améliorer la connaissance du patrimoine naturel national et de fournir aux différents décideurs un outil d’aide à la prise en compte de l’environnement dans l’aménagement du territoire.
Le territoire communal de Recloses comprend deux ZNIEFF de type 1,,, 
le « Massif de Fontainebleau » (20 711,14 ha), couvrant 18 communes dont 17 en Seine-et-Marne et 1 dans l'Essonne et 
les « Rochers de la Vignette - le Brillier » (4,15 ha), couvrant 2 communes du département.

## Urbanisme

### Typologie
Au 1er janvier 2024, Recloses est catégorisée commune rurale à habitat dispersé, selon la nouvelle grille communale de densité à sept niveaux définie par l'Insee en 2022.
Elle est située hors unité urbaine. Par ailleurs la commune fait partie de l'aire d'attraction de Paris, dont elle est une commune de la couronne,. Cette aire regroupe 1 929 communes,.

### Occupation des sols
L'occupation des sols de la commune, telle qu'elle ressort de la base de données européenne d’occupation biophysique des sols Corine Land Cover (CLC), est marquée par l'importance des territoires agricoles (53,5 % en 2018), en diminution par rapport à 1990 (55,5 %). La répartition détaillée en 2018 est la suivante : 
terres arables (46,43 %), 
forêts (41,19 %), 
zones agricoles hétérogènes (7,02 %), 
zones urbanisées (5,25 %).
| Type d’occupation | 1990      | 1990    | 2018      | 2018    | Bilan     |
| --- | --------- | ------- | --------- | ------- | --------- |
| Territoires artificialisés (zones urbanisées, zones industrielles ou commerciales et réseaux de communication, mines, décharges et chantiers, espaces verts artificialisés ou non agricoles) | 29,01 ha  | 3,11 %  | 49,94 ha  | 5,35 %  | 20,93 ha  |
| Territoires agricoles (terres arables, cultures permanentes, prairies, zones agricoles hétérogènes)                                                                                          | 518,26 ha | 55,55 % | 498,75 ha | 53,46 % | −19,51 ha |
| Forêts et milieux semi-naturels (forêts, milieux à végétation arbustive et/ou herbacée, espaces ouverts sans ou avec peu de végétation)                                                      | 385,76 ha | 41,34 % | 384,33 ha | 41,19 % | −1,43 ha  |

Parallèlement, L'Institut Paris Région, agence d'urbanisme de la région Île-de-France, a mis en place un inventaire numérique de l'occupation du sol de l'Île-de-France, dénommé le MOS (Mode d'occupation du sol), actualisé régulièrement depuis sa première édition en 1982. Réalisé à partir de photos aériennes, le Mos distingue les espaces naturels, agricoles et forestiers mais aussi les espaces urbains (habitat, infrastructures, équipements, activités économiques, etc.) selon une classification pouvant aller jusqu'à 81 postes, différente de celle de Corine Land Cover,,. L'Institut met également à disposition des outils permettant de visualiser par photo aérienne l'évolution de l'occupation des sols de la commune entre 1949 et 2018.

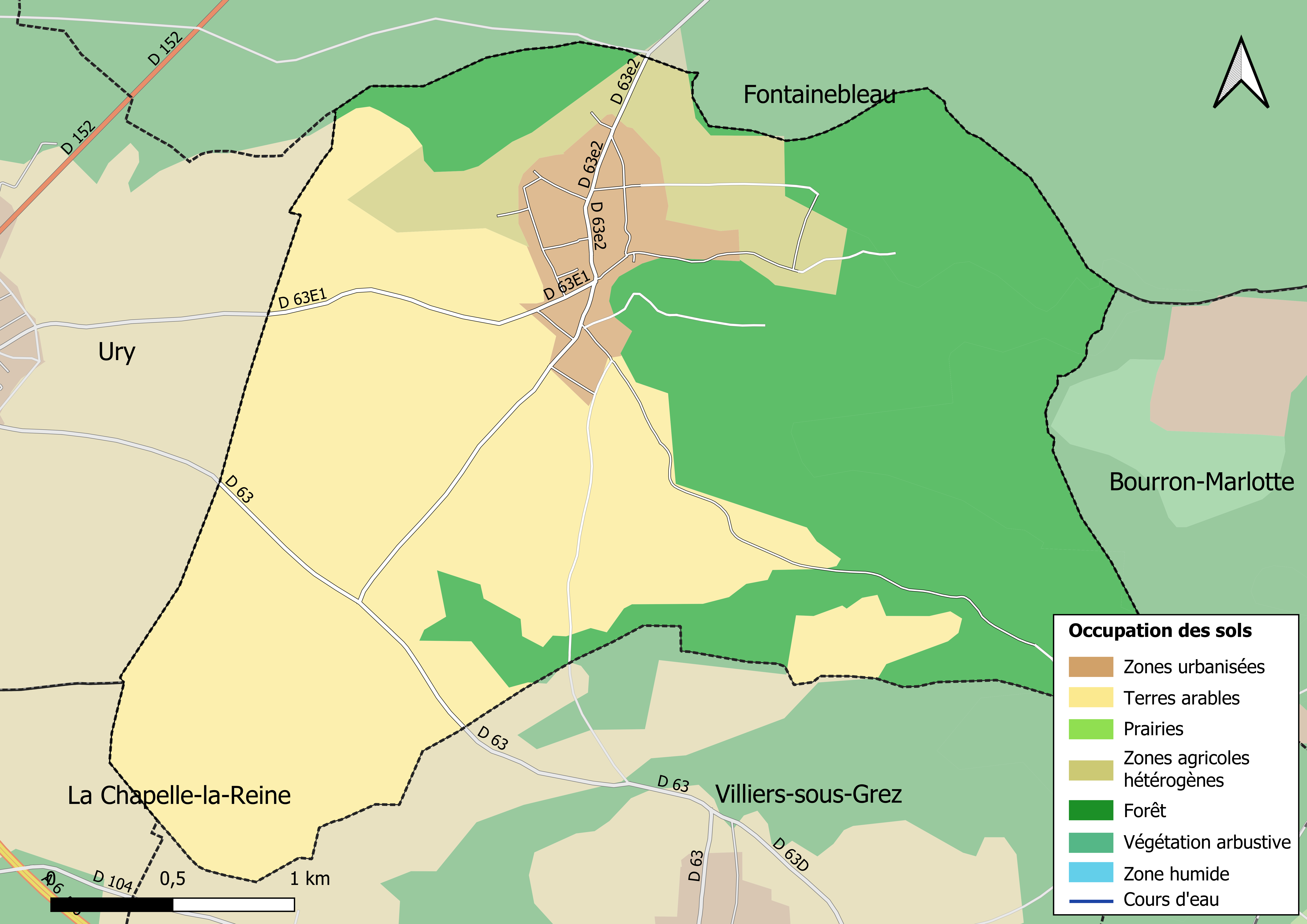
Carte des infrastructures et de l'occupation des sols en 2018 (CLC) de la commune.
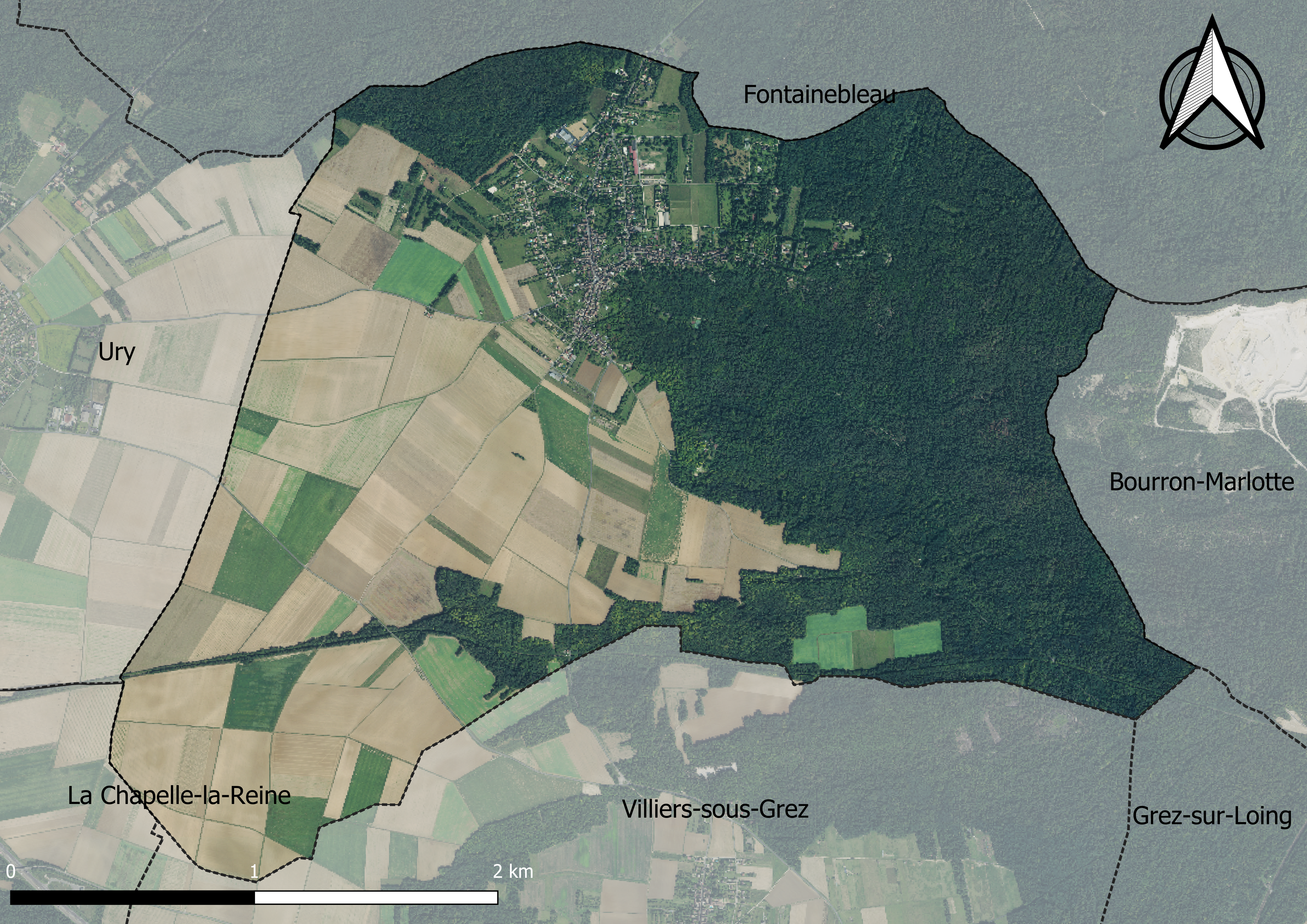
Carte orthophotogrammétrique de la commune.

### Planification
La loi SRU du 13 décembre 2000 a incité les communes à se regrouper au sein d’un établissement public, pour déterminer les partis d’aménagement de l’espace au sein d’un SCoT, un document d’orientation stratégique des politiques publiques à une grande échelle et à un horizon de 20 ans et s'imposant aux documents d'urbanisme locaux, les PLU (Plan local d'urbanisme). La commune est dans le territoire du SCOT Fontainebleau et sa région, approuvé le 26 mai 2013 et porté par le syndicat mixte d’études et de programmation (SMEP) de Fontainebleau et sa région.
La commune disposait en 2019 d'un plan local d'urbanisme en révision. Un plan local d'urbanisme intercommunal couvrant le territoire de la communauté de communes des Deux Morin, prescrit le 28 juin 2018, était en élaboration,. Le zonage réglementaire et le règlement associé peuvent être consultés sur le Géoportail de l'urbanisme.

### Lieux-dits et écarts

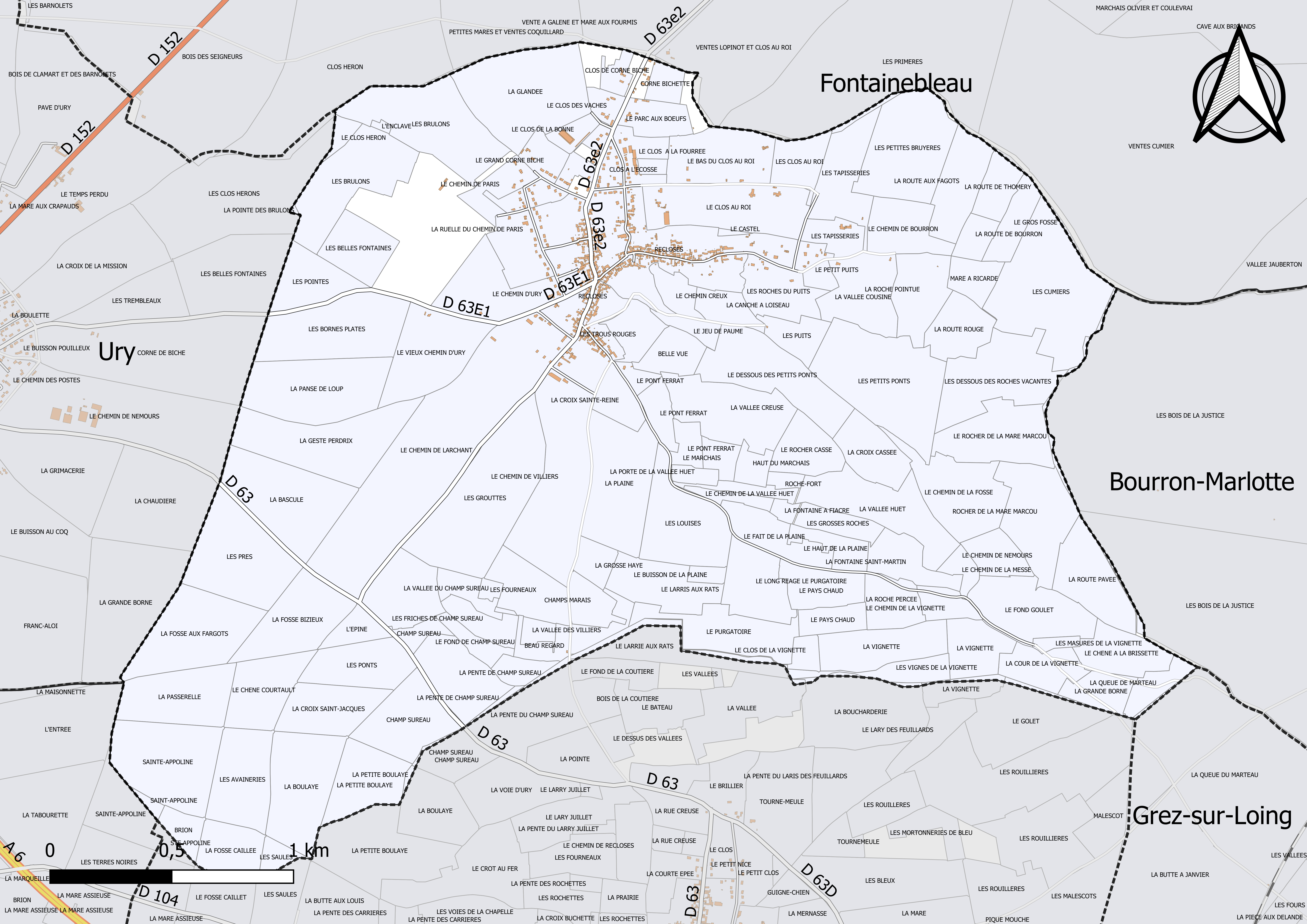
Carte du cadastre de la commune de Recloses.

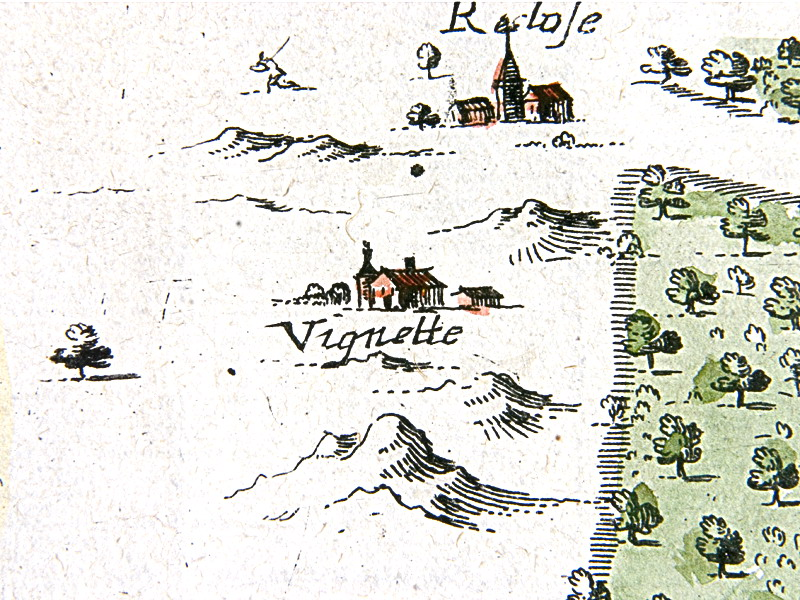
La Vignette et Recloses en 1604.

La commune compte 127 lieux-dits administratifs répertoriés consultables ici (source : le fichier Fantoir).
Recloses n'a plus de hameaux, mais cela n'a pas toujours été le cas. L'un, Cumiers, a disparu à la fin du XIVe siècle, l'autre plus récent, la Vignette, a disparu au XVIIIe siècle.

#### Cumiers
Cumiers a complètement disparu aujourd'hui. Il se situait dans la forêt, à l'est du village sur le territoire de la paroisse de Recloses, mais près de Bourron Marlotte. Il n'y a plus de traces aujourd'hui mais l'existence de Cumiers est de nombreuses fois attestée dans des écrits et en particulier dans des actes de vente, ce qui permet de connaître le nom de quelques habitants : Gilles de Cumiers, Agnès de Cumiers, etc.

#### La Vignette
Après la guerre de Cent Ans la campagne commence à se repeupler, un peu au hasard. Alors que certains se fixent à Recloses, d'autres construisent un hameau sur la route entre Recloses et Grez. En 1531, ce hameau comprenait 11 maisons et 40 habitants, il n'y en aura jamais plus. Puis le hameau se dépeupla, la dernière carte faisant mention de la Vignette date de 1771, le dernier acte enregistré est un décès en 1779.

### Logement
En 2017, le nombre total de logements dans la commune était de 387 dont 93,5 % de maisons et 6,5 % d'appartements.
Parmi ces logements, 70,3 % étaient des résidences principales, 21,2 % des résidences secondaires et 8,5 % des logements vacants.
La part des ménages fiscaux propriétaires de leur résidence principale s'élevait à 84,2 % contre 13,2 % de locataires dont, 0,4 % de logements HLM loués vides (logements sociaux) et, 2,6 % logés gratuitement.

### Voies de communication et transports

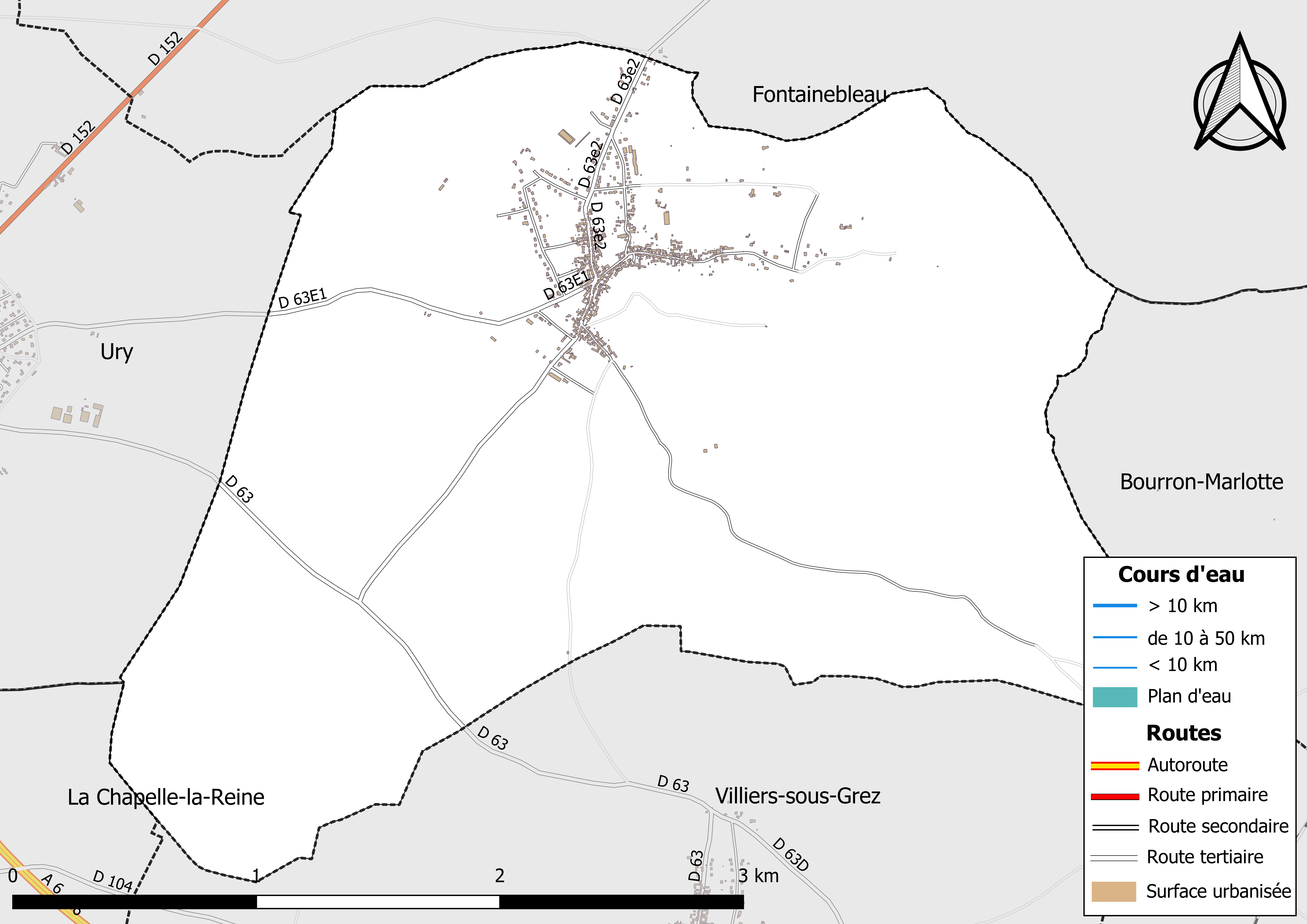
Carte des réseaux hydrographique et routier de Recloses.

#### Voies de communication
Plusieurs routes départementales relient Recloses aux communes voisines :
- la D 63, à Ury, à l'ouest ; à Villiers-sous-Grez, au sud-est ;
- la D 63e1, à Ury, à l'ouest ;
- la D 63e2, à Fontainebleau, au nord ;

#### Transports
La commune est desservie par deux lignes d'autocars du réseau de bus Fontainebleau - Moret :
- la ligne no 4001, reliant Noisy-sur-École à Avon (gare de Fontainebleau - Avon) ;
- la ligne no 4008, reliant La Chapelle-la-Reine à Ury.

## Toponymie
Le nom de la localité est mentionné sous les formes Apud Reclosas en 1184 ; Apud Reclausas en 1186 ; N. de Reclosis en 1257 ; Reclosiacum en 1299 ; De Reclusis en 1301 ; Recloses en Gastinois en 1385 ; Reclouze en 1540.
Au XIIe siècle le nom de Reclosas est utilisé, signifiant « clairière au bord de la forêt ». Le nom s'est un peu transformé en Requeloze puis Arcloze et Ercloze sous Louis XV.

## Histoire

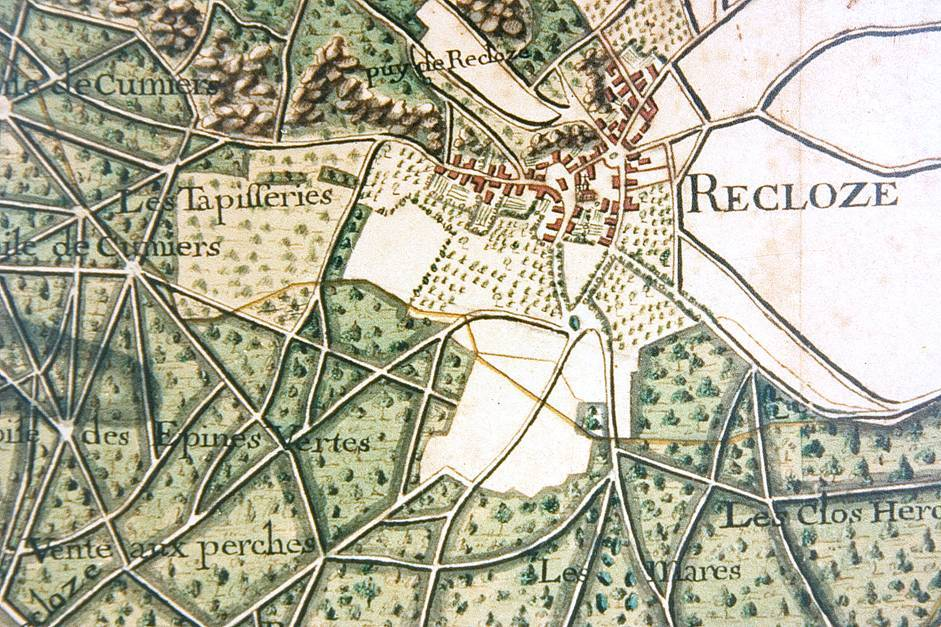
Carte de Recloses en 1716.

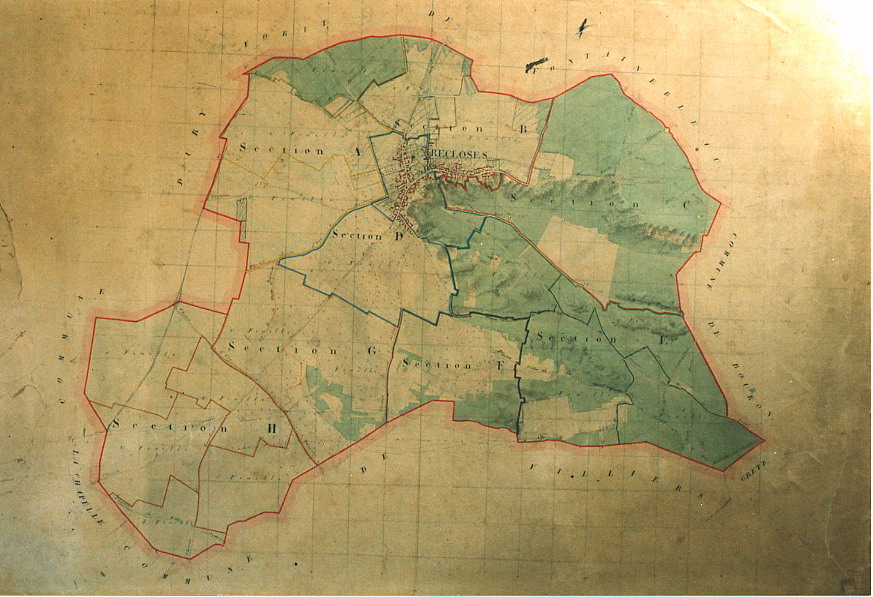
Cadastre napoléonien de 1828.

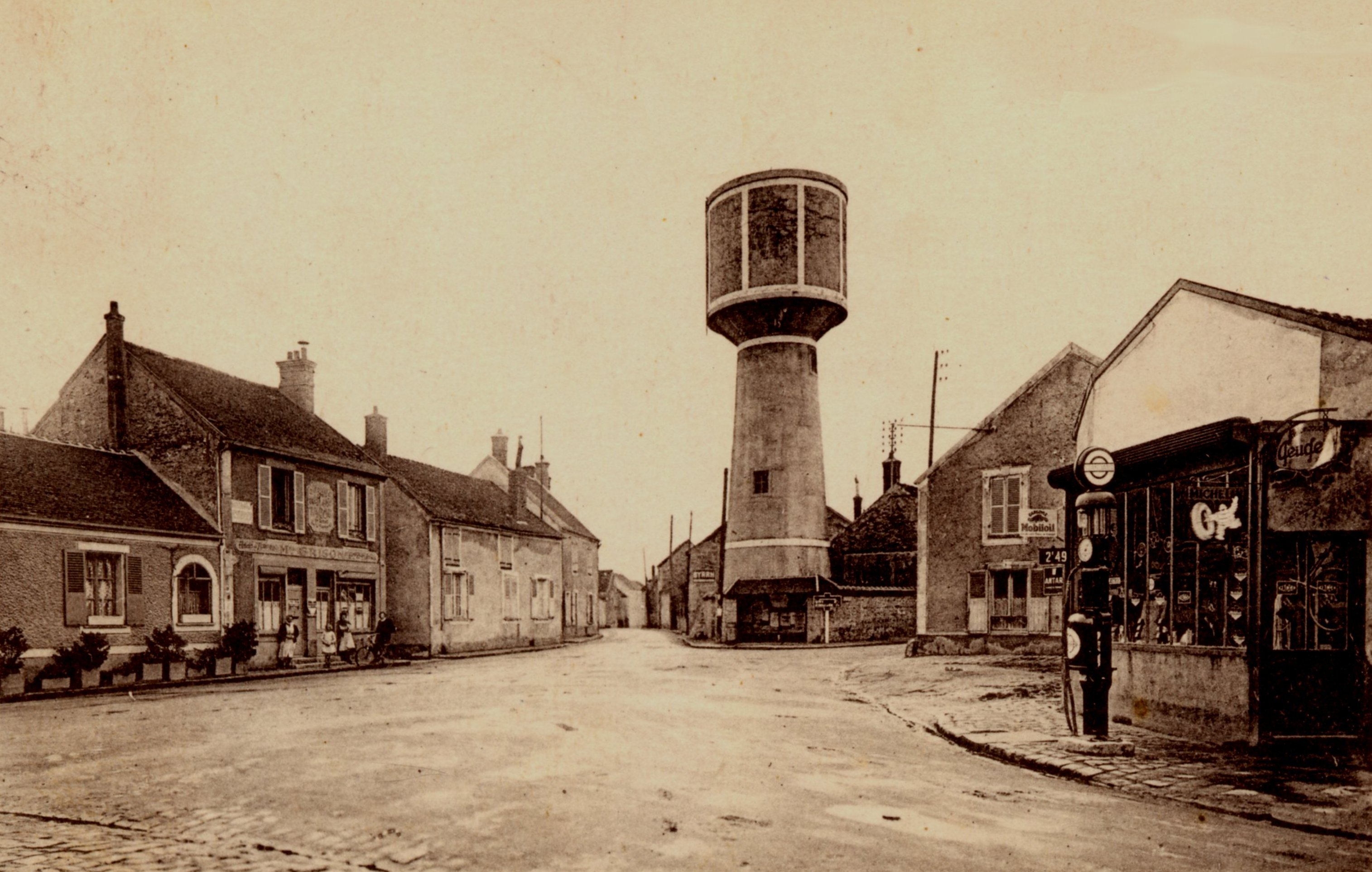
La place du Pilori au début du XXe siècle.

Les abris ornés de la forêt et les rainures des polissoirs montrent bien que cette région et Recloses en particulier, ont été habités au Néolithique. Il est probable que Recloses, sa forêt et ses champs furent habités et cultivés épisodiquement, une villa gallo-romaine existait non loin de là entre Ury et la Chapelle-la-Reine. Néanmoins c'est en 1154 que l'on voit apparaître pour la première fois, le nom de Recloses écrit dans le cartulaire de l'abbaye de Barbeau à Hericy.
 Philippe Auguste en 1184 donna au chapelain du château de Fontainebleau, la dime du vin qui se faisait à Recloses. Les habitants de Recloses comme ceux des communes jouxtant la forêt jouissaient de privilèges en compensation des ravages faits par les bêtes "noires et rousses" de la forêt, dans leurs cultures, ils pouvaient ainsi cueillir les bruyères et les fougères.
Puis vint la guerre de Cent Ans, Recloses comme les communes environnantes subit son lot de pillages par les hordes anglaises et armagnac. Les habitants survivants partirent tous en direction des villes, seulement quelques-uns revinrent à partir de 1440. Pendant une quarantaine d'années tout ne fut que ruines et désolation. Une conséquence, les noms des lieux et de famille furent oubliés et perdus car les nouveaux habitants n'étaient pas originaires de Recloses.
En 1588 le roi Henri III convoque les états généraux de Blois. Comme elle le fera de nouveau en 1614 et en 1789, la paroisse de Recloses rédige son cahier de doléances, se plaignant de nombreuses injustices et dégradations dues aux nobles et aux armées, mais aussi des conséquences de l'immense incendie de 1585 qui avait détruit la moitié du village. Par la suite, de nombreuses plaintes furent envoyées aux rois résidant au château de Fontainebleau, concernant les dégâts faits aux cultures et à la vigne par les animaux de la forêt, que ces rois venaient chasser. Les Reclosois obtinrent certains privilèges mais jamais la limitation du nombre d'animaux, ni le droit de les chasser. Ils finirent par construire un treillage qui leur coûta près de 10 000 livres.
En 1789, Recloses comptant près de 200 foyers, eut le droit d'envoyer trois députés à l'assemblée du bailliage de Nemours. Puis vint le temps du cahier de doléances qui ne fut pas bien différent de ceux des communes de la région avec cependant un accent toujours marqué sur les problèmes liés à la forêt. La vente des Biens Nationaux commença par ceux des biens du clergé en 1790, suivi par ceux des Émigrés en 1793. L'ensemble fut estimé à 1 400 livres environ et trouva rapidement acquéreur. Le curé de l'époque Pierre-Joseph Colmet, qui avait prêté serment, reçut comme fonctionnaire 1 200 livres par an. La "patrie en danger" proclamée le 11 juillet 1792, entraîna la mobilisation de 13 jeunes hommes de Recloses.

## Politique et administration
Recloses est membre de la communauté de communes du Pays de Fontainebleau depuis 2012.

### Liste des maires
| Période                                  | Période                       | Identité          | Étiquette | Qualité                                                                                                |
| ---------------------------------------- | ----------------------------- | ----------------- | --------- | --- |
| Les données manquantes sont à compléter. |                               |                   |           | |
| juin 1801                                |                               | Ambroise Dumé     |           | |
| 1902                                     | 1919                          | Paul Dupuich      |           | Avocat                                                                                                 |
| Les données manquantes sont à compléter. |                               |                   |           | |
| mars 1977                                | 1991                          | Maurice Cerceau   |           | Agriculteur                                                                                            |
| septembre 1991                           | 1995                          | André Triolet     |           | |
| 1995                                     | 2001                          | Françoise Leroy   |           | |
| mars 2001                                | 23 mai 2020                   | Catherine Triolet |           | Vice-présidente de la CC Pays de Fontainebleau (2014 →) Réélue pour le mandat 2014-2020                |
| mai 2020                                 | En cours (au 14 juillet 2021) | Sonia Risco       |           | Vice-présidente de la Communauté d'Agglomération du Pays de Fontainebleau (CAPF) chargée des Mobilités |

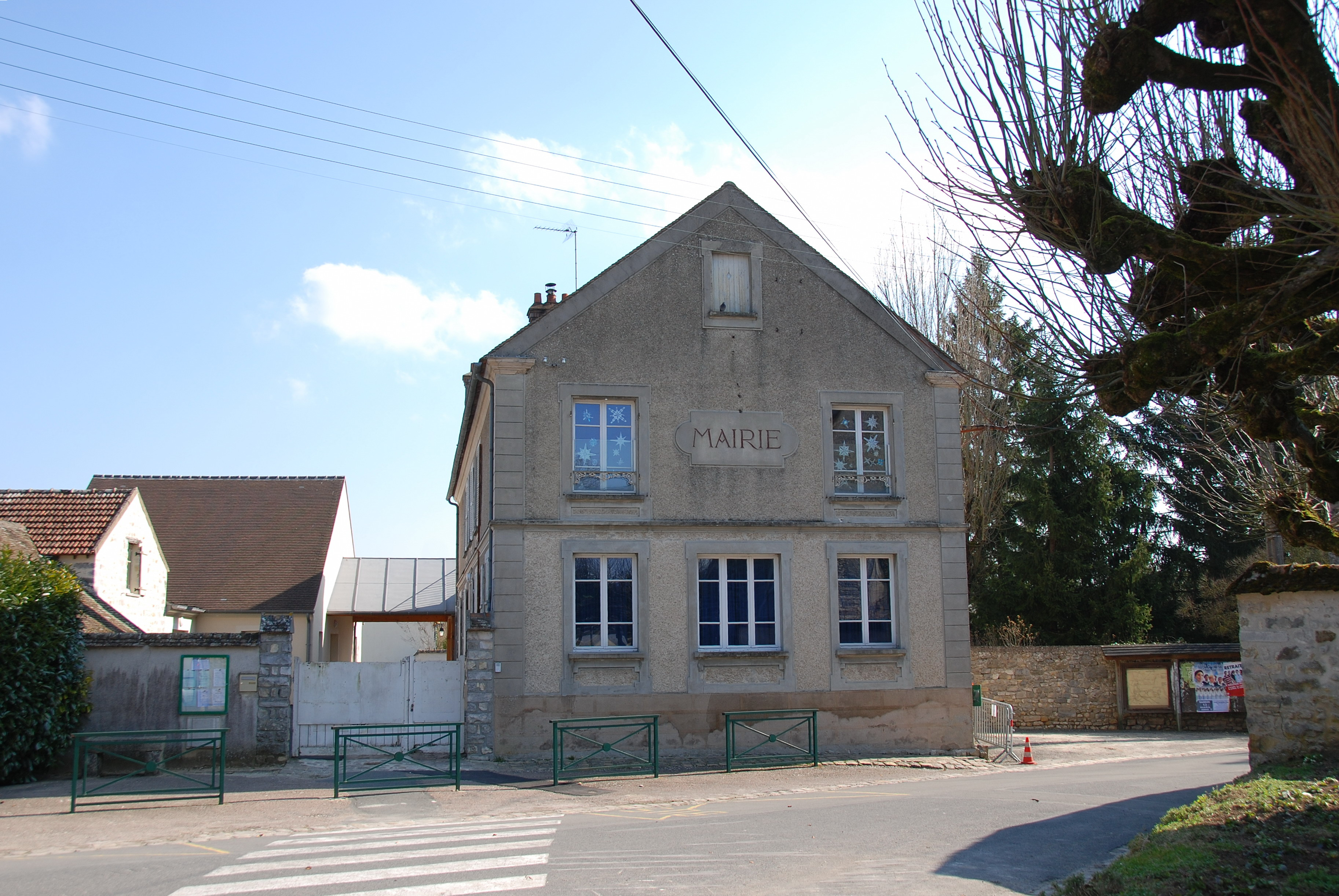
L'école de Recloses, située dans l'ancienne mairie.

Le premier maire de Recloses fut Jean-Baptiste Dumé, déjugé à propos des "champarts"[Quoi ?] ; il fut remplacé[Quand ?] par Louis Pelletier. Alors cinq maires se succédèrent en l'espace de 10 ans. En juin 1801 Ambroise Dumé fut élu et resta en fonction jusqu'en mai 1811. Il fut ensuite remplacé par Augustin Pelletier jusqu'en mai 1821 puis par Jean-Baptiste Pelletier jusqu'en mai 1830.
La commune a adhéré en juin 2010 à la communauté de communes du pays de Fontainebleau, et quatre de ses représentants siègent au conseil communautaire, jusqu'à la suspension de l'adhésion par ordonnance du Tribunal administratif de Melun.

## Équipements et services

### Eau et assainissement
L’organisation de la distribution de l’eau potable, de la collecte et du traitement des eaux usées et pluviales relève des communes. La loi NOTRe de 2015 a accru le rôle des EPCI à fiscalité propre en leur transférant cette compétence. Ce transfert devait en principe être effectif au 1er janvier 2020, mais la loi Ferrand-Fesneau du 3 août 2018 a introduit la possibilité d’un report de ce transfert au 1er janvier 2026,.

#### Assainissement des eaux usées
En 2020, la gestion du service d'assainissement collectif de la commune de Recloses est assurée par la communauté d'agglomération du Pays de Fontainebleau (CAPF) pour la collecte, le transport et la dépollution. Ce service est géré en délégation par une entreprise privée, dont le contrat arrive à échéance le 31 décembre 2021,,.
L’assainissement non collectif (ANC) désigne les installations individuelles de traitement des eaux domestiques qui ne sont pas desservies par un réseau public de collecte des eaux usées et qui doivent en conséquence traiter elles-mêmes leurs eaux usées avant de les rejeter dans le milieu naturel. La communauté d'agglomération du Pays de Fontainebleau (CAPF) assure pour le compte de la commune le service public d'assainissement non collectif (SPANC), qui a pour mission de vérifier la bonne exécution des travaux de réalisation et de réhabilitation, ainsi que le bon fonctionnement et l’entretien des installations. Cette prestation est déléguée à la SAUR, dont le contrat arrive à échéance le 31 décembre 2021,.

#### Eau potable
En 2020, l'alimentation en eau potable est assurée par la communauté d'agglomération du Pays de Fontainebleau (CAPF) qui en a délégué la gestion à la SAUR, dont le contrat expire le 31 décembre 2021,.
Les nappes de Beauce et du Champigny sont classées en zone de répartition des eaux (ZRE), signifiant un déséquilibre entre les besoins en eau et la ressource disponible. Le changement climatique est susceptible d’aggraver ce déséquilibre. Ainsi afin de renforcer la garantie d’une distribution d’une eau de qualité en permanence sur le territoire du département, le troisième Plan départemental de l’eau signé, le 3 octobre 2017, contient un plan d’actions afin d’assurer avec priorisation la sécurisation de l’alimentation en eau potable des Seine-et-Marnais. A cette fin a été préparé et publié en décembre 2020 un schéma départemental d’alimentation en eau potable de secours dans lequel huit secteurs prioritaires sont définis. La commune fait partie du secteur Bière.

## Population et société

### Démographie
L'évolution du nombre d'habitants est connue à travers les recensements de la population effectués dans la commune depuis 1793. Pour les communes de moins de 10 000 habitants, une enquête de recensement portant sur toute la population est réalisée tous les cinq ans, les populations de référence des années intermédiaires étant quant à elles estimées par interpolation ou extrapolation. Pour la commune, le premier recensement exhaustif entrant dans le cadre du nouveau dispositif a été réalisé en 2007.

En 2022, la commune comptait 624 habitants, en évolution de −5,45 % par rapport à 2016 (Seine-et-Marne : +3,92 %, France hors Mayotte : +2,11 %).
| 1793 | 1800 | 1806 | 1821 | 1831 | 1836 | 1841 | 1846 | 1851 |
| ---- | ---- | ---- | ---- | ---- | ---- | ---- | ---- | ---- |
| 902  | 727  | 766  | 764  | 801  | 794  | 779  | 794  | 743  |

| 1856 | 1861 | 1866 | 1872 | 1876 | 1881 | 1886 | 1891 | 1896 |
| ---- | ---- | ---- | ---- | ---- | ---- | ---- | ---- | ---- |
| 648  | 626  | 620  | 612  | 598  | 619  | 617  | 585  | 556  |

| 1901 | 1906 | 1911 | 1921 | 1926 | 1931 | 1936 | 1946 | 1954 |
| ---- | ---- | ---- | ---- | ---- | ---- | ---- | ---- | ---- |
| 495  | 534  | 514  | 403  | 392  | 420  | 453  | 421  | 482  |

| 1962 | 1968 | 1975 | 1982 | 1990 | 1999 | 2006 | 2007 | 2012 |
| ---- | ---- | ---- | ---- | ---- | ---- | ---- | ---- | ---- |
| 504  | 474  | 410  | 507  | 519  | 600  | 676  | 687  | 699  |

| 2017 | 2022 | - | - | - | - | - | - | - |
| ---- | ---- | - | - | - | - | - | - | - |
| 635  | 624  | - | - | - | - | - | - | - |

### Événements

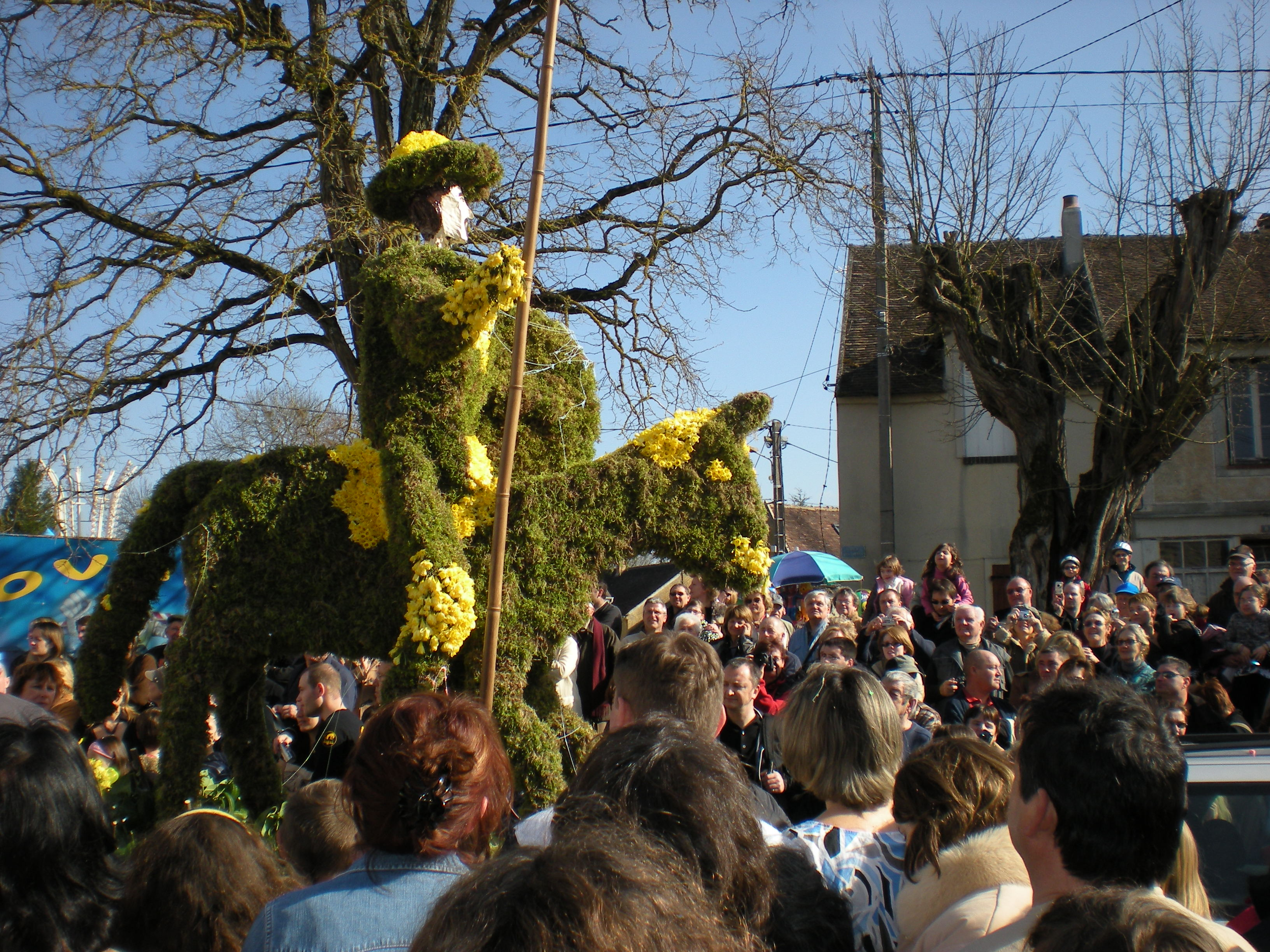
Char décoré de jonquilles

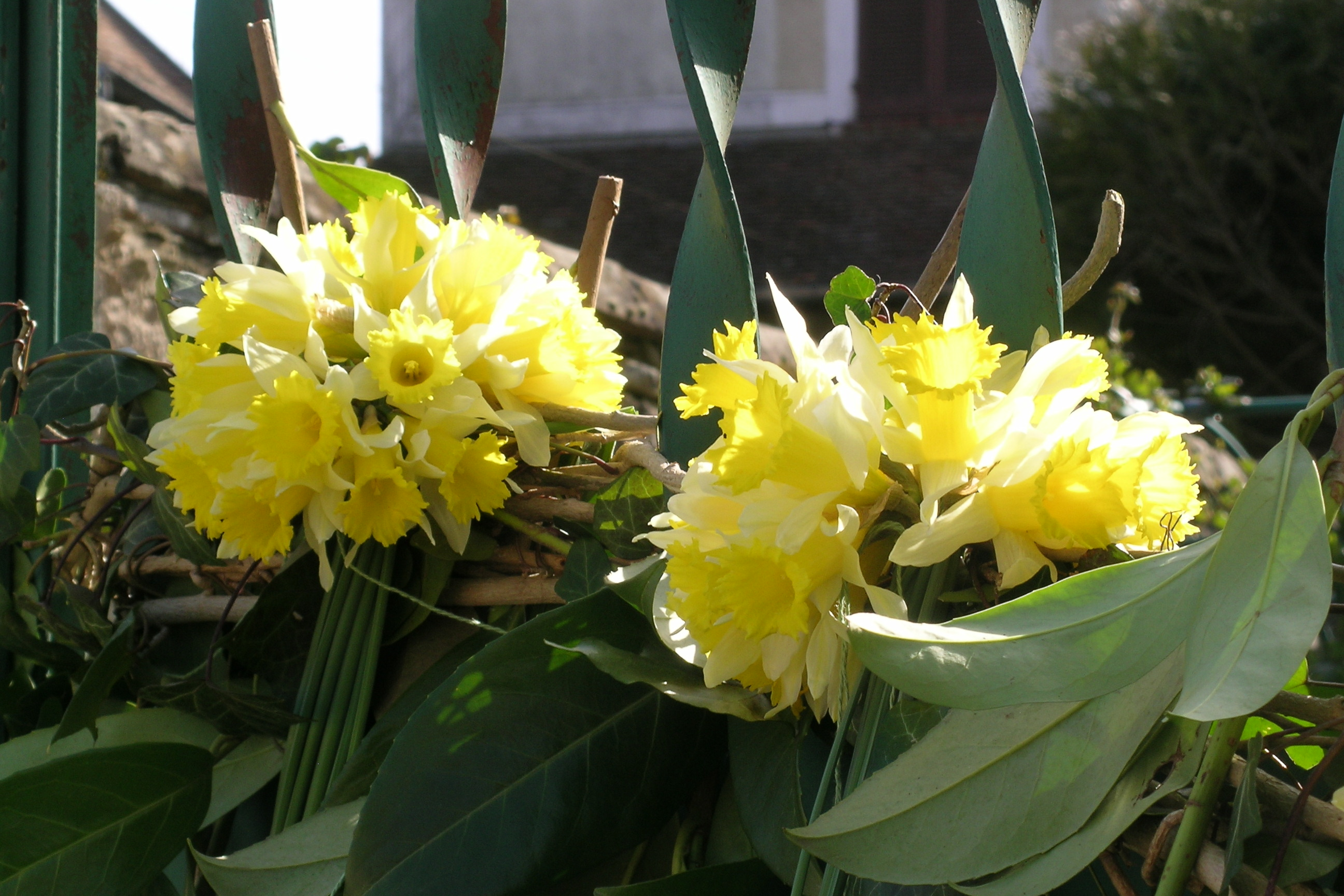
Bouquets de jonquilles.

- Chaque année avait lieu (jusqu'en 2012) au mois de mars la fête des Jonquilles. Cette fête était liée à la forêt proche où poussent au mois de mars de grandes étendues de petites clochettes jaunes. En général les jonquilles sont au rendez-vous, si elles viennent trop tôt on les garde au frais, si elles viennent trop tard on complète avec des fleurs en papier.

La fête était toujours très animée, le temps fort est bien sûr le défilé de chars décorés de jonquilles, accompagné en musique par un ou deux orchestres ou bands. Il y avait aussi quelques stands où se restaurer.
Elle était organisée par le syndicat d'initiatives de Recloses qui ne semble plus avoir d'activité depuis 2012.

## Économie

### Revenus de la population et fiscalité
En 2018, le nombre de ménages fiscaux de la commune était de 284, représentant 695 personnes et la  médiane du revenu disponible par unité de consommation  de 30 540 euros.

### Emploi
En 2017 , le nombre total d’emplois dans la zone était de 62, occupant 297 actifs  résidants.
Le taux d'activité de la population (actifs ayant un emploi) âgée de 15 à 64 ans s'élevait à 67,8 % contre un taux de chômage de 7,7 %. 
Les 24,5 % d’inactifs se répartissent de la façon suivante : 12,8 % d’étudiants et stagiaires non rémunérés, 6,1 % de retraités ou préretraités et 5,6 % pour les autres inactifs.

### Secteurs d'activité

#### Entreprises et commerces
En 2019, le nombre d’unités légales et d’établissements (activités marchandes hors agriculture) par secteur d'activité était de 47 dont 4 dans l’industrie manufacturière, industries extractives et autres, 3 dans la construction, 11 dans le commerce de gros et de détail, transports, hébergement et restauration, 5 dans l’Information et communication, 1 dans les activités financières et d'assurance, 1 dans les activités immobilières, 14 dans les activités spécialisées, scientifiques et techniques et activités de services administratifs et de soutien, 4 dans l’administration publique, enseignement, santé humaine et action sociale et 4  étaient relatifs aux autres activités de services.
En 2020, 16 entreprises ont été créées sur le territoire de la commune, dont 11 individuelles.
Au 1er janvier 2021, la commune ne disposait pas d’hôtel et de terrain de camping.

#### Agriculture
Recloses est dans la petite région agricole dénommée le « Pays de Bière et Forêt de Fontainebleau », couvrant le Pays de Bière et la forêt de Fontainebleau. En 2010, l'orientation technico-économique de l'agriculture sur la commune est la culture de céréales et d'oléoprotéagineux (COP).
Si la productivité agricole de la Seine-et-Marne se situe dans le peloton de tête des départements français, le département enregistre un double phénomène de disparition des terres cultivables (près de 2 000 ha par an dans les années 1980, moins dans les années 2000) et de réduction d'environ 30 % du nombre d'agriculteurs dans les années 2010. Cette tendance se retrouve au niveau de la commune où le nombre d’exploitations est passé de 8 en 1988 à 3 en 2010. Parallèlement, la taille de ces exploitations augmente, passant de 27 ha en 1988 à 82 ha en 2010.
Le tableau ci-dessous présente les principales caractéristiques des exploitations agricoles de Recloses, observées sur une période de 22 ans : 
|                                      | 1988 | 2000 | 2010 |
| ------------------------------------ | ---- | ---- | ---- |
| Dimension économique,                |      |      |      |
| Nombre d’exploitations (u)           | 8    | 3    | 3    |
| Travail (UTA)                        | 7    | 2    | 4    |
| Surface agricole utilisée (ha)       | 216  | 102  | 245  |
| Cultures                             |      |      |      |
| Terres labourables (ha)              | 213  | s    | s    |
| Céréales (ha)                        | 151  | s    | s    |
| dont blé tendre (ha)                 | 68   | s    | s    |
| dont maïs-grain et maïs-semence (ha) | 0    |      |      |
| Tournesol (ha)                       | 0    |      |      |
| Colza et navette (ha)                | 16   | s    | s    |
| Élevage                              |      |      |      |
| Cheptel (UGBTA)                      | 63   | 5    | 14   |

## Culture locale et patrimoine

### Lieux et monuments
- L'église Saint-Martin

Comme quatre autres églises du canton, elle porte le nom de saint Martin, évêque de Tours au IVe siècle et évangélisateur d'une partie de la Gaule. Il avait organisé de nombreuses paroisses rurales et avait multiplié les monastères.
Les premières pierres de l'église ont dû être posées aux VIIe et VIIIe siècles. Cette église a commencé à prendre de l'ampleur au XIIIe siècle du temps de Saint Louis. Une partie de cette ancienne église subsiste et est remarquable par la construction de ses murs dite en "arête de poisson". Si la première voûte en pierre a été construite au XIVe, c'est au XVIe siècle qu'ont eu lieu les agrandissements et améliorations importants. La surface sera doublée. Au sol, de nombreuses sépultures de bourgeois de Recloses et de très belles pierres gravées. L'église contient aussi un très bel autel ancien orné d'un retable peint en faux marbre et quelques sculptures mais le chef-d’œuvre est bien sûr le Pressoir mystique.
L'église est inscrite au titre des monuments historiques,.
- Le Pressoir mystique

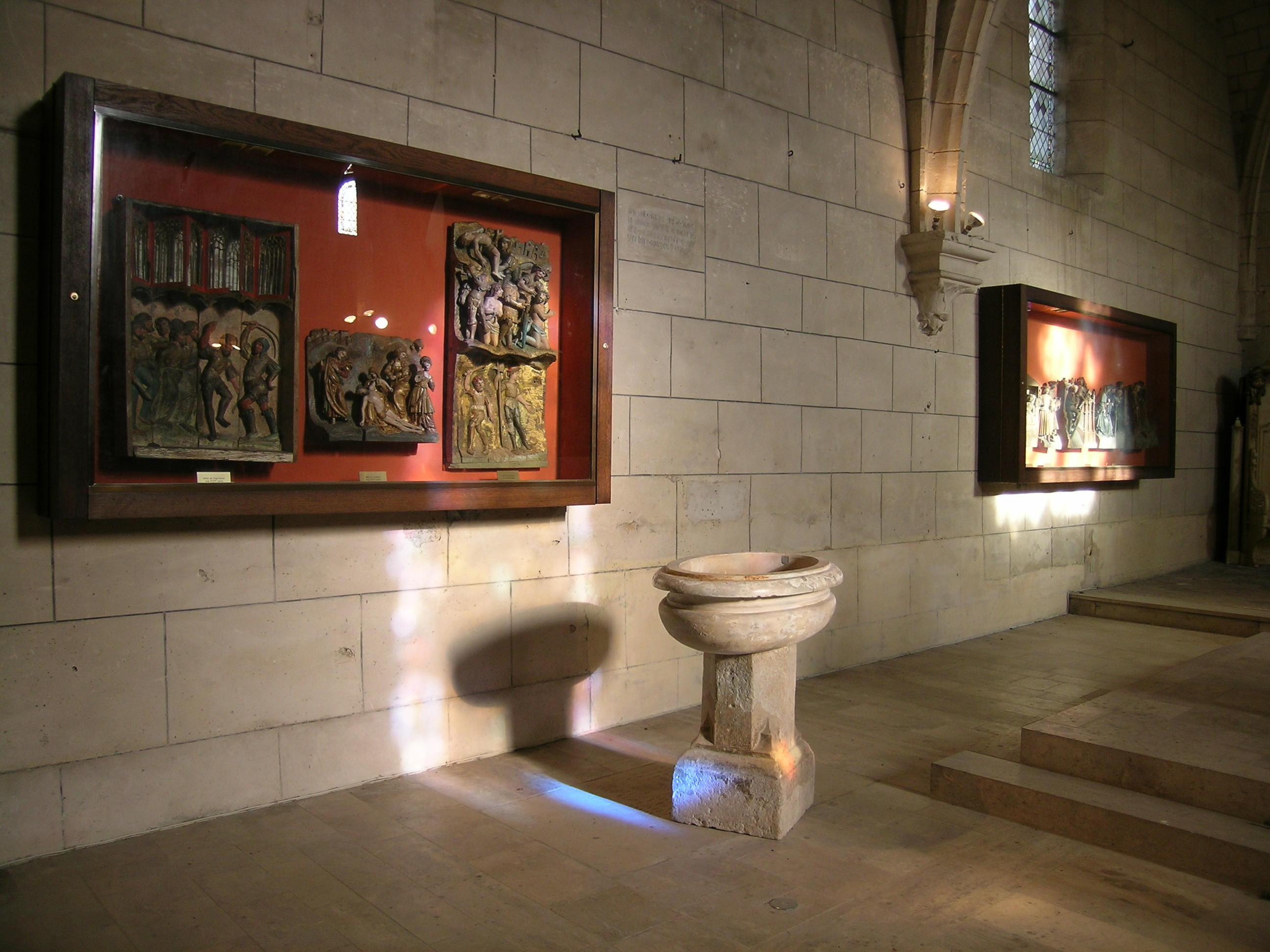
Une partie du Pressoir mystique.

Il s'agit d'un retable de grande taille, constitué de nombreuses sculptures. On ne connaît pas précisément la date de création de ce retable, peut être vers 1550 à 1570. En revanche on sait qu'il a été acquis vers 1753 par Jacques Segogne notaire à Fontainebleau, né à Recloses. Dans sa demeure de Recloses se trouvait une chapelle "garnie de saints et de tableaux". En 1826, la chapelle devint la mairie et les sculptures furent déposées dans l'église paroissiale de Recloses. Ces sculptures ayant souffert du temps, une restauration eut lieu en 1988 et l'ensemble fut installé dans des vitrines placées dans le chœur de l'église Saint-Martin.
Ce retable représente un thème religieux classique, celui du Pressoir Mystique. Il consiste en une série de petites sculptures en bois comprenant des scènes du travail de la vigne et de la fabrication du vin, et de la crucifixion où le Christ pressant son corps fait couler son sang dans la cuve à vin.

### Personnalités liées à la commune
- Henry Massoul (1872-1958), germaniste et italianiste.
- Robert Casadesus (1899-1972), pianiste et compositeur français, et sa famille[73]
- Roger Forissier (1924-2003), artiste peintre, graveur et illustrateur français

### Quelques noms de rues

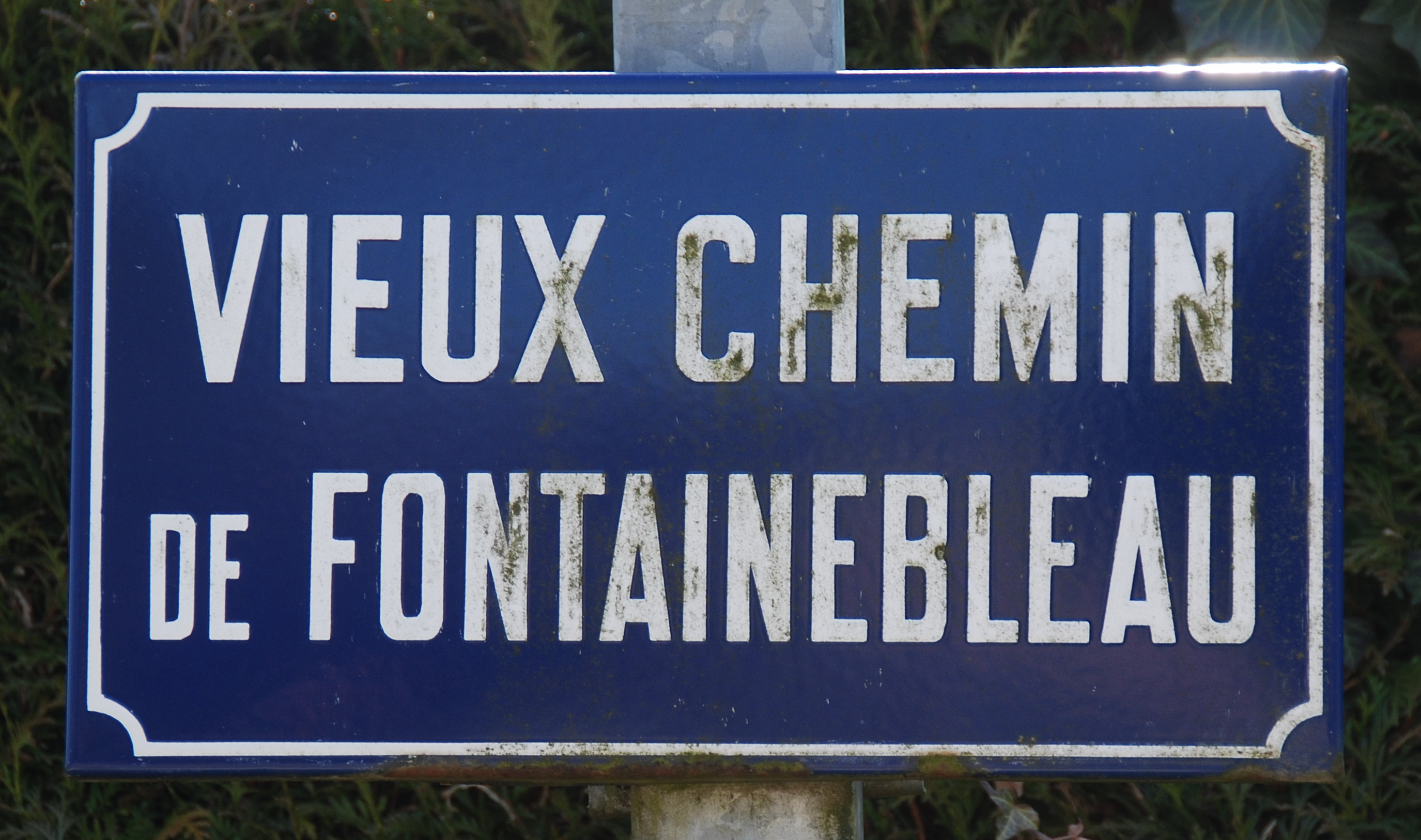
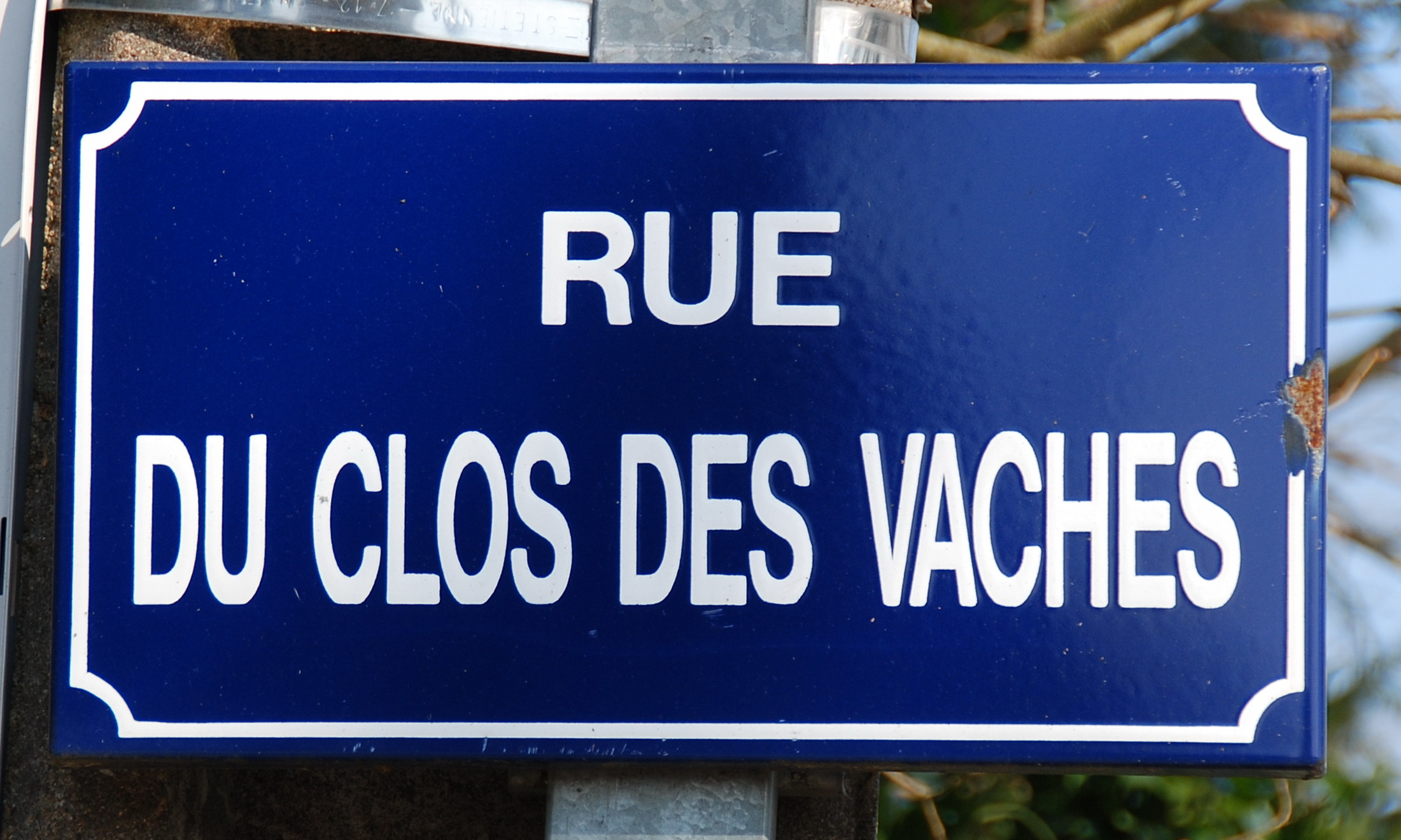
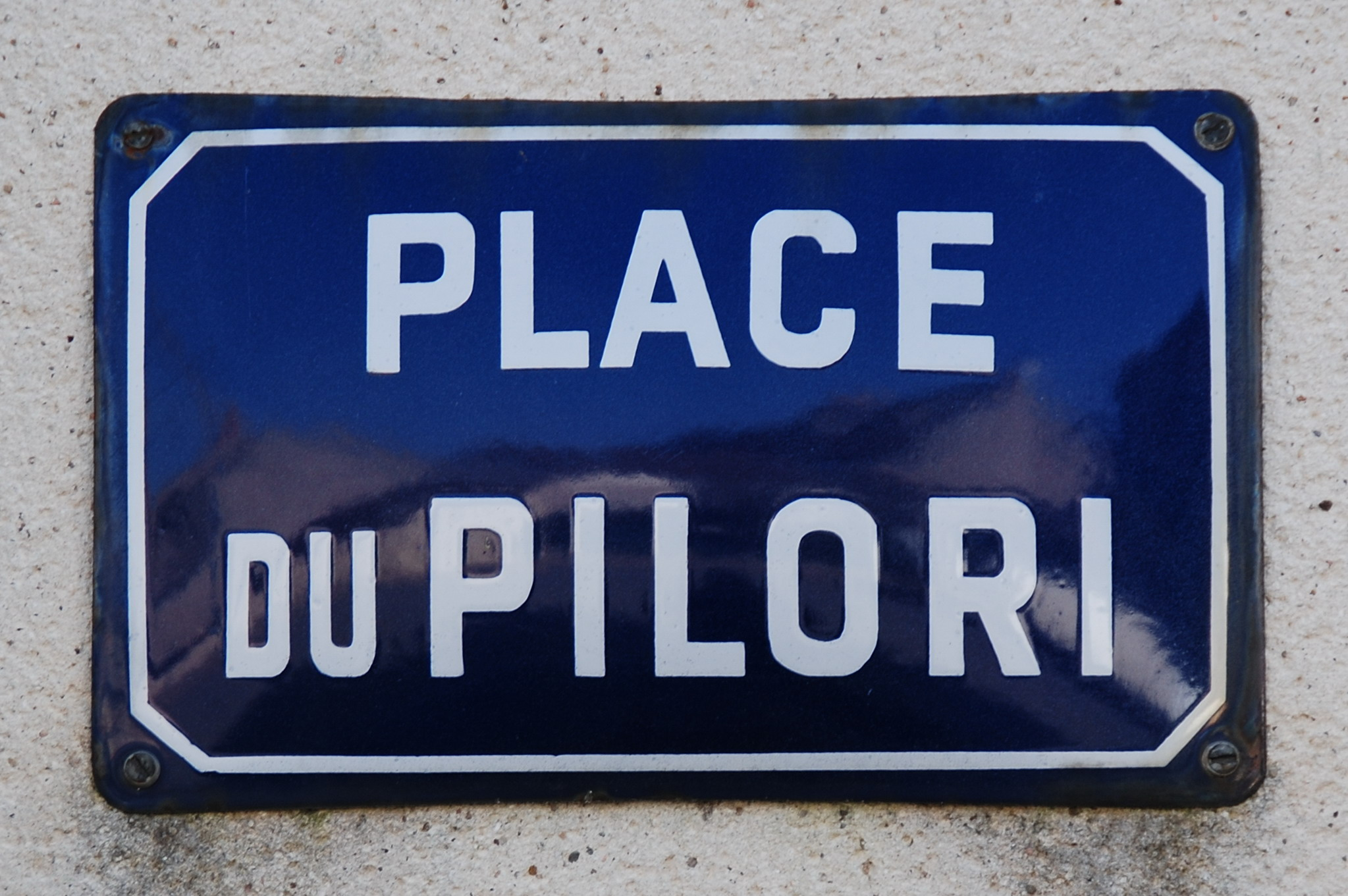
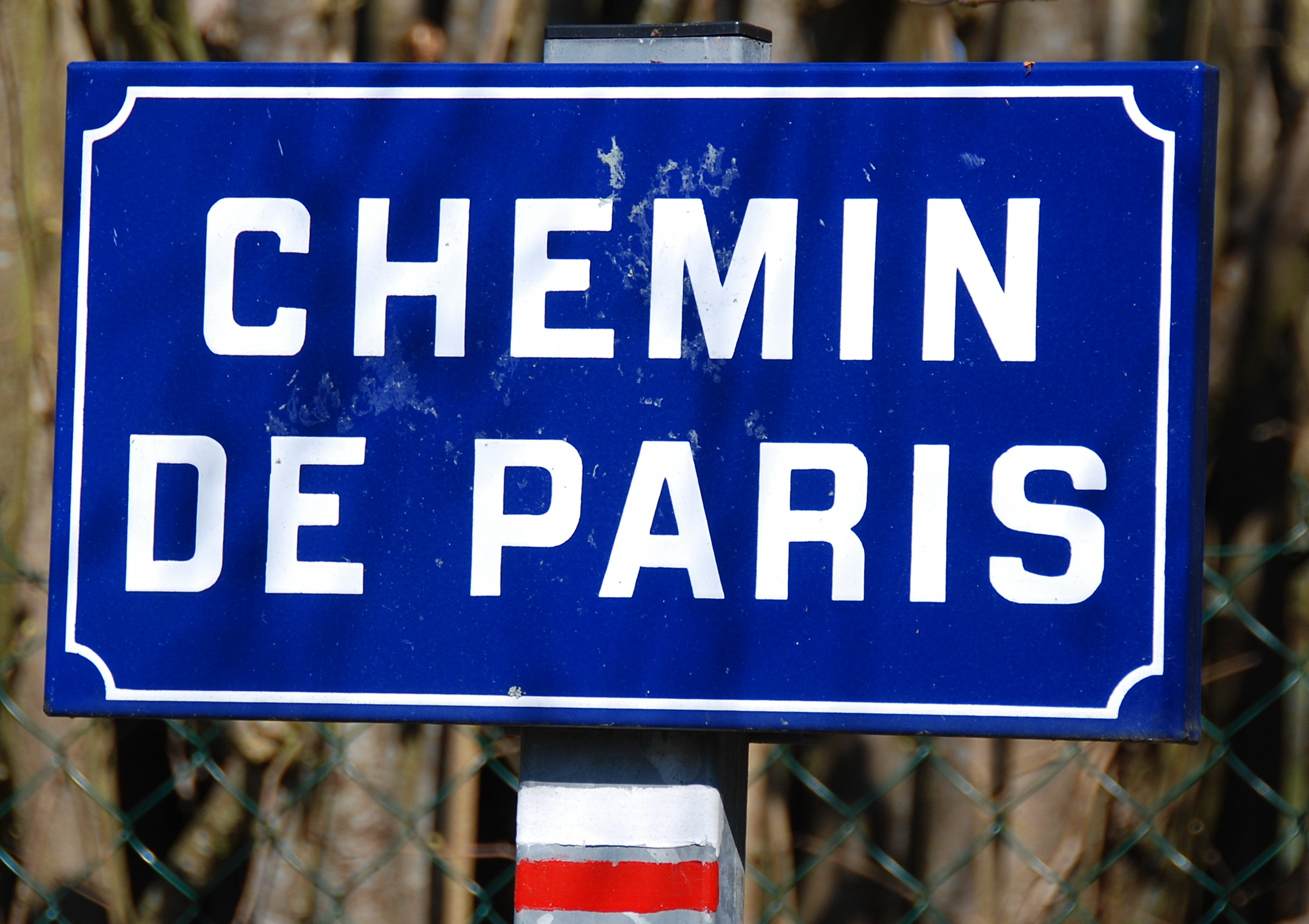
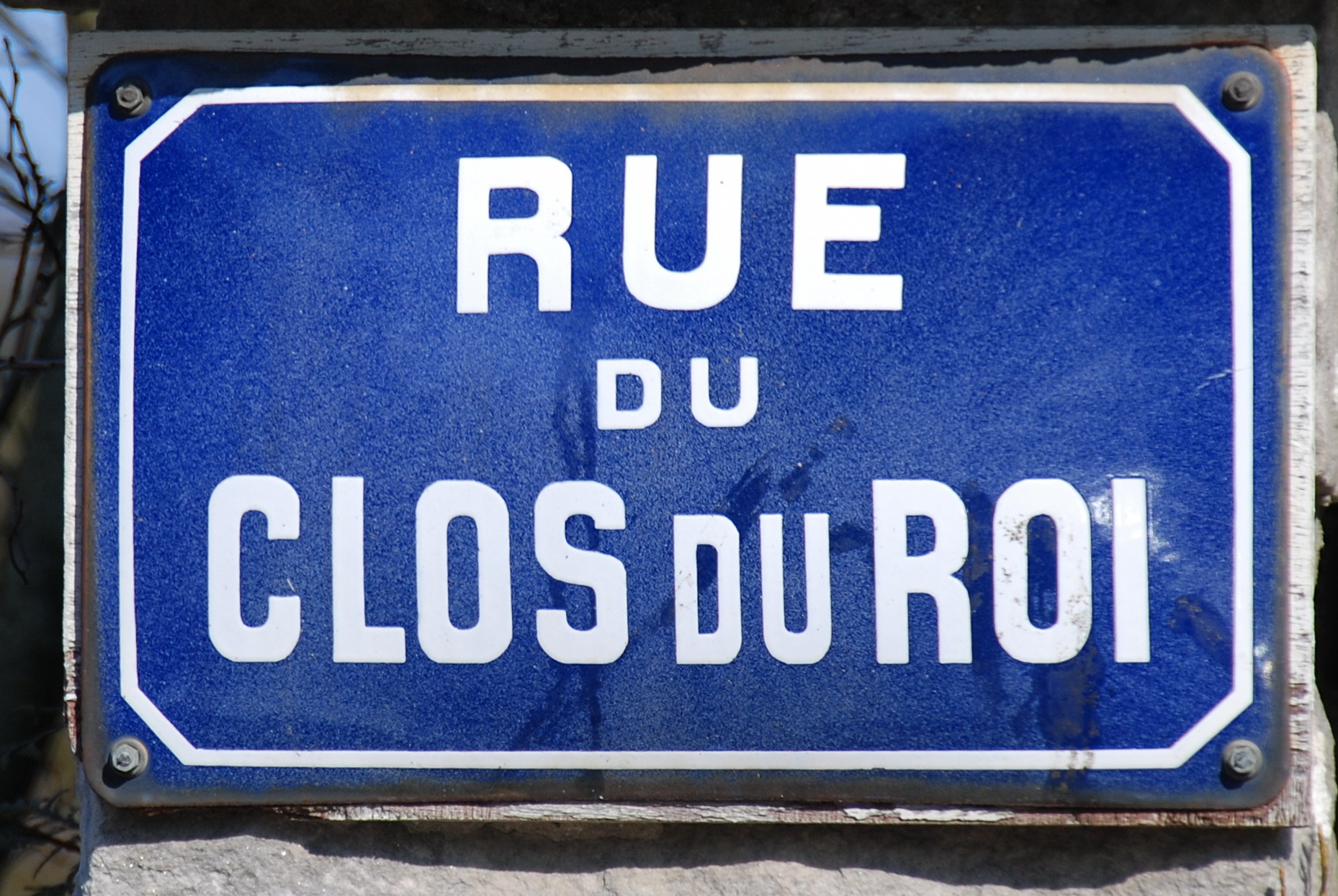
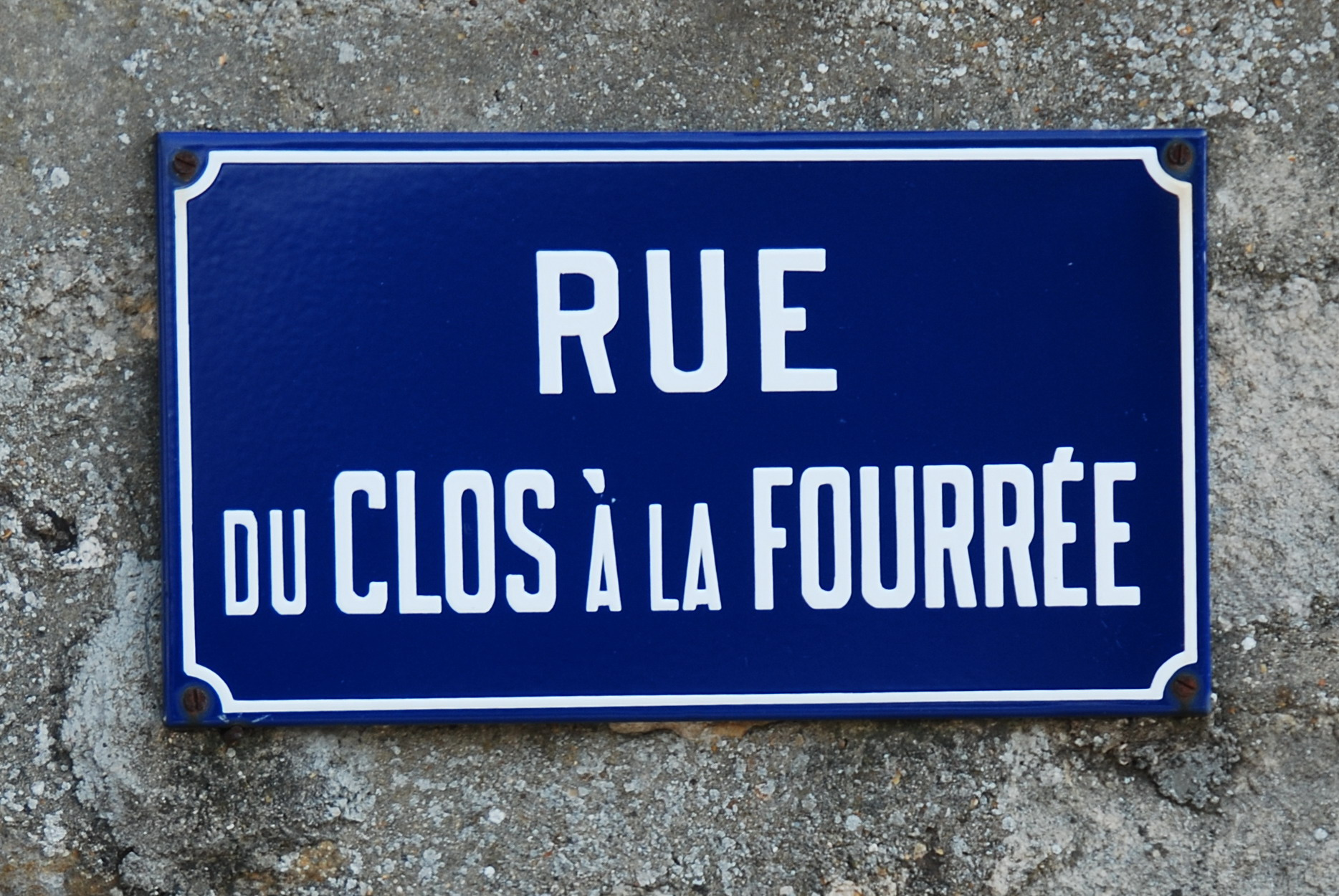